# Guerra Irã-Israel
A Guerra Irã-Israel (português brasileiro) ou Guerra Irão-Israel (português europeu) foi um conflito armado entre as duas nações que durou de 13 a 24 de junho de 2025. Foi iniciado após as forças armadas israelenses lançarem múltiplos ataques contra dezenas de alvos no Irã com o objetivo declarado de impedir a expansão do programa nuclear iraniano. Sob o codinome Operação Leão Ascendente, as Forças de Defesa de Israel (FDI) e a Mossad atacaram importantes instalações nucleares, instalações militares e áreas residenciais. A partir da noite de 13 de junho, a Operação Promessa Verdadeira III, de retaliação do Irã, lançou mísseis balísticos e drones contra instalações militares, instalações de inteligência e áreas residenciais israelenses.
O conflito é considerado uma escalada da animosidade de décadas entre os dois países, durante a qual o Irã desafiou a legitimidade de Israel e pediu sua destruição. Em contrapartida, Israel considerava o programa nuclear iraniano uma ameaça existencial. Durante a crise no Oriente Médio que se seguiu aos ataques de 7 de outubro de 2023 e à Guerra de Gaza que se seguiu, a animosidade escalou para um confronto. Israel enfraqueceu os representantes iranianos, como o Hamas e o Hezbollah, e começou a planejar ações contra o Irã. Os países trocaram ataques em abril e outubro de 2024. Os ataques israelenses de junho de 2025 começaram no dia seguinte ao término do prazo de dois meses que o presidente dos Estados Unidos, Donald Trump, havia estabelecido para garantir um acordo que impedisse o Irã de desenvolver uma bomba nuclear.
Os ataques israelenses mataram vários líderes militares iranianos, líderes da Guarda Revolucionária Iraniana, cientistas nucleares de alto escalão e mais de 200 civis iranianos, de acordo com o Ministério da Saúde iraniano e o grupo sem fins lucrativos Human Rights Activists in Iran. Os ataques aéreos destruíram a parte acima do solo da Instalação Nuclear de Natanz (embora a área subterrânea tenha permanecido intacta) e danificaram a instalação de enriquecimento de urânio de Isfahan, mas não conseguiram danificar a usina subterrânea de enriquecimento de combustível de Fordow. Israel também atingiu um complexo de mísseis perto de Tabriz, uma base de mísseis em Kermanshah e instalações da Guarda Revolucionária perto de Teerã e Piranshahr. Os ataques também danificaram a infraestrutura civil. A primeira onda de retaliação iraniana incluiu cerca de 100 mísseis, disse as Forças de Defesa de Israel; mais mísseis vieram nas ondas subsequentes de ataques. Além disso, o Irã lançou mais de 100 drones contra Israel no primeiro dia. Os ataques do Irã mataram cerca de 25 pessoas, todas civis, de acordo com o governo israelense. Em 21 de junho, os Estados Unidos atacaram o Irã pela primeira vez no conflito, bombardeando três instalações nucleares iranianas. Em 23 de junho, o Iêmen anuncia que entrou na guerra, ao lado do Irã.
Os ataques israelenses foram condenados por países de todo o mundo islâmico (incluindo Jordânia, Turquia, Paquistão e Egito), China, Rússia e outros. No entanto, eles foram elogiados por alguns grupos da oposição iraniana e por Trump, que instou o Irã a concordar prontamente com um acordo nuclear. Vários países ocidentais reiteraram que o Irã não deve adquirir armas nucleares, condenaram a violência e pediram a Israel e ao Irã que diminuíssem a tensão. Países como França, Alemanha e Reino Unido afirmaram que Israel tinha o direito de se defender. As Nações Unidas expressaram preocupação e pediram moderação. Enquanto outros países, como Brasil, África do Sul, Cuba e Bolívia, condenaram os ataques israelenses como uma violação do direito internacional.
Em 23 de junho, Donald Trump disse que Israel e o Irã concordaram com um cessar-fogo. Apesar das violações iniciais tanto pelos iranianos quanto pelos israelenses, o cessar-fogo permaneceu válido até 25 de junho.

## Contexto

### Conflito iraniano-israelita
O conflito por procuração entre o Irã/Irão e  Israel ou o conflito iraniano-israelita é a guerra de procuração em andamento entre a República Islâmica do Irão e o Estado de Israel. O conflito está vinculado na luta política entre a liderança iraniana e Israel, com Israel a procurar evitar supostas armas nucleares do governo iraniano e a destruição dos seus aliados como o Hezbollah no Líbano. As forças iranianas estão operando na Síria em apoio do governo de Bashar al-Assad. Segundo o chefe da Mossad, Yossi Cohen: "Enquanto o actual regime existir, com o acordo nuclear ou sem ele, o Irão continuará a ser a principal ameaça para a segurança de Israel".
Israel suspeita que Teerão persegue o objectivo de formar uma ponte terrestre contínua do Irão (através do Iraque e da Síria) para o Líbano, e se Teerão consegue "seria uma mudança de jogo estratégica". Com a Guerra Civil Síria, na esperança de reforçar a sua logística e demonstrar as capacidades de projecção na área, Teerão pretende abrir um caminho da capital iraniana para Damasco e a costa do Mediterrâneo. O governo israelita está convencido de que o Irãi está interessado em criar a contiguidade territorial do Irão ao Mediterrâneo e na transferência de forças militares - incluindo navios de guerra, aviões de combate e milhares de soldados - para bases permanentes na Síria e está tentando "libertar" a Síria e assumir o controlo usando milícias xiitas, como tinha feito com o Hezbollah no Líbano. O ministro da Defesa israelita, Avigdor Lieberman, alertou que "tudo será possível para evitar a existência de um corredor xiita de Teerão para Damasco". A inteligência israelita descobriu que uma base iraniana estava sendo construída na Síria, apenas a 50 km da fronteira israelita.
Israel e a Síria observaram uma trégua desde que Israel reafirmou o seu controlo sobre a maioria dos Montes Golan na guerra de 1973, mas a Guerra Civil da Síria, que começou em 2011, levou a vários incidentes de troca de fogo nas fronteiras que antes eram pacíficas. O exército israelita está se preparando para ameaças potenciais se houver um vácuo de poder na Síria. "Depois de Assad e depois de estabelecer ou fortalecer a sua posição na Síria, eles vão se mover e desviar seus esforços e atacar Israel", disse um funcionário israelita à Associated Press em janeiro de 2014. Alguns especialistas dizem que, embora forças militantes se infiltrem na fronteira com Israel a irá levar a um aumento de medidas de segurança por parte do governo israelita, estes avanços não irão a mudar a política de não intervenção por Israel na Guerra Civil Síria.
No decorrer da Guerra Civil Síria, em vários incidentes, Israel teria enfrentado as forças do Hezbollah e do Irão na região. Em várias ocasiões, Israel foi suspeitado de perpetrar ou apoiar ataques contra Hezbollah e alvos iranianos nos territórios sírios ou no Líbano. O primeiro incidente deste tipo ocorreu em 30 de janeiro de 2013, quando os aviões israelitas foram acusados de supostamente atacar um comboio sírio transportando armas iranianas para o Hezbollah. Mais incidentes foram atribuídos à Força aérea de Israel (IAF) em maio de 2013, dezembro de 2014, abril de 2015. Alguns desses relatos foram confirmados pela República Árabe da Síria, enquanto outros foram negados. Israel se recusou sistematicamente a comentar sobre os alegados ataques contra posições do Hezbollah e do governo Baathista Sírio em território sírio. Em 2015, alegadamente, militantes do Hezbollah lançaram um ataque às forças israelitas nas fazendas de Shebaa. Em março de 2017, a Síria lançou mísseis antiaéreos em direção a uma parte controlada pelos israelitas do Montes do Golan, supostamente visando aeronaves da IAF, que a Síria afirmou estar a caminho de atacar alvos em Palmira. Após o incidente, o Estado de Israel declarou que estava visando embarques de armas encaminhados para forças anti-israelitas, especificamente o Hezbollah, localizadas no Líbano. Israel negou a afirmação da Síria de que um avião foi abatido e outro danificado. Israel não informou que nenhum piloto ou aeronave desapareça na Síria ou em qualquer outro lugar no Oriente Médio após o incidente. De acordo com algumas fontes, o incidente foi a primeira vez que oficiais israelitas confirmaram claramente um ataque israelita contra alvos do Hezbollah durante a Guerra Civil Síria. Em fevereiro de 2018, um F-16 da Força Aérea Israelita foi abatido pela Defesa Aérea Síria, com Israel a afirmar que tinha efectuado um ataque a posições iranianas após um drone iraniano ter violado o espaço aéreo israelita. O abate do F-16 israelita simbolizou o primeiro confronto directo entre Irão e Israel, bem como o primeiro avião israelita a ser abatido por fogo inimigo desde 1982.
O Irão declara que sua política externa baseia-se em ajudar os povos oprimidos em todo o mundo - não para ganhos materiais, mas como uma acção positiva religiosa humanitária. Na política externa do Irão, Israel é conceptualizado como um regime sionista que ameaça as pessoas vulneráveis e a própria religião islâmica. É conhecido como inimigo ideológico do Irão. O Irão, em contacto com os EUA sobre a guerra contra o Estado Islâmico no Iraque e na Síria, disse que Israel estaria em risco se os EUA e sua coligação tentassem derrubar Assad. O ataque do Hezbollah em 7 de outubro de 2014 contra as forças israelitas, a sua primeira operação desde 2006, provou a seriedade da ameaça. Embora a República Islâmica do Irão tenha sido conhecida por sua postura anti-israelita desde do início, o seu apoio contínuo ao Hezbollah evoluiu para quase um confronto directo com Israel, já que o Exército dos Guardiães da Revolução Islâmica infiltrou-se no Líbano e apoiou directamente o Hezbollah durante a última década. A Faixa de Gaza, dominada pelo Hamas, também tem sido tratada como um satélite do Irão.

### Programa nuclear iraniano
O programa nuclear iraniano foi lançado na década de 1950, com a ajuda dos Estados Unidos, como parte do programa Átomos para a Paz. O Irã é signatário do Tratado de Não Proliferação de Armas Nucleares (TNP), que proíbe o desenvolvimento dessas armas, porém garante o direito de dominar a tecnologia nuclear para fins pacíficos.
Até a Revolução Islâmica de 1979, o governo dos Estados Unidos apoiou os planos do Irã de ter acesso à tecnologia nuclear para fins pacíficos. No governo de Gerald Ford, os Estados Unidos apoiaram a intenção do Xá Reza Pahlavi no sentido de iniciar o programa nuclear iraniano, com assistência técnica norte-americana. Na época, o Chefe de Gabinete da Casa Branca era Dick Cheney, e o Secretário da Defesa era Donald Rumsfeld, que também participaram das negociações. Ambos serviram posteriormente ao governo Bush (Cheney como vice-presidente, e Rumsfeld como secretário da Defesa), período em que a controvérsia sobre o programa nuclear iraniano atingiu o seu ponto mais tenso, e o Irã chegou a ser considerado como o próximo alvo, depois da invasão do Iraque.
Após a Revolução, o governo do Irã abandonou temporariamente o programa, mas acabou por voltar a lançá-lo, embora com menor assistência ocidental. O programa actual, administrado pela Organização de Energia Atômica do Irã, inclui diversos centros de pesquisa, uma mina de urânio, um reactor nuclear e instalações de processamento de urânio que incluem uma central de enriquecimento. A primeira usina nuclear, Bushehr I, deveria ter começado a operar em 2009, mas isso não ocorreu. Também não há previsão para completar o reator de Bushehr II, embora seja prevista a construção de 19 usinas nucleares.

### Relações Israel-Irã
De 1949 a 1979, Irã e Israel mantiveram relações estreitas até que a monarquia iraniana de orientação ocidental foi substituída por uma teocracia islâmica. Desde a Revolução Islâmica de 1979, a República Islâmica do Irã tem se envolvido em retórica antissionista e clamado pela destruição de Israel, usando declarações como "varrer Israel do mapa". O Irã considera Israel uma entidade imperialista. As tensões de longa data entre Irã e Israel fazem parte de um conflito regional mais amplo, caracterizado por décadas por operações secretas e guerras por procuração em países como Síria e Líbano, em vez de confronto militar direto entre os dois Estados. As duas nações mantêm posições fundamentalmente opostas em questões como o programa nuclear iraniano, com o Irã considerando o programa nuclear como um direito seu, enquanto Israel acredita que ele representa uma ameaça existencial à sua existência. A Agência Internacional de Energia Atômica (AIEA) afirmou que o Irã estava violando suas obrigações de não proliferação nuclear em junho de 2025. A presença de forças e milícias apoiadas pelo Irã na Síria, Líbano, Faixa de Gaza e Iêmen, apelidadas de eixo de resistência do Irã, bem como o conflito israelense-palestino. 
A preocupação de Israel com um Irã nuclear existe há décadas. O acordo de 2015 (JCPOA) foi abandonado por Donald Trump em 2018, retornando tensões; tentativas de retomada ainda sob o governo Joe Biden falharam em 2025. Na virada de junho de 2025, havia grande tensão: a IAEA acusou o Irã de violar seus compromissos e os diálogos formais estavam emperrados.
Desde 2023, o Irã tem utilizado grupos terroristas como Hezbollah, Hamas, Houthis e milícias iraquianas para atacar alvos israelenses durante a guerra na Palestina. Entretanto, seus proxies sofreram pesadas perdas: operações israelenses em 2023–24 enfraqueceram significativamente Hezbollah e Hamas, e o grupo Houthi no Iêmen está mais ativo, mas menos eficaz.
O Mossad conduziu infiltrações no Irã, sabotando defesas com drones, explosivos e ciberataques, para preparar o terreno para o bombardeio aéreo em meados de junho de 2025. O Irã reagiu aumentando defesas nas instalações de Natanz e Fordow, e realizando exercícios militares pouco antes dos ataques.
Os Estados Unidos anteciparam a escalada: retiraram famílias de pessoal militar no Golfo Pérsico e evacuaram a embaixada em Bagdá, embora tenham declarado oficialmente não ter envolvimento direto nos ataques israelenses. Forças americanas, incluindo um grupo de porta-aviões, foram posicionadas perto de locais estratégicos, como o atol de Diego Garcia, aumentando a capacidade de resposta.

## Ataques isralenses contra o Irã

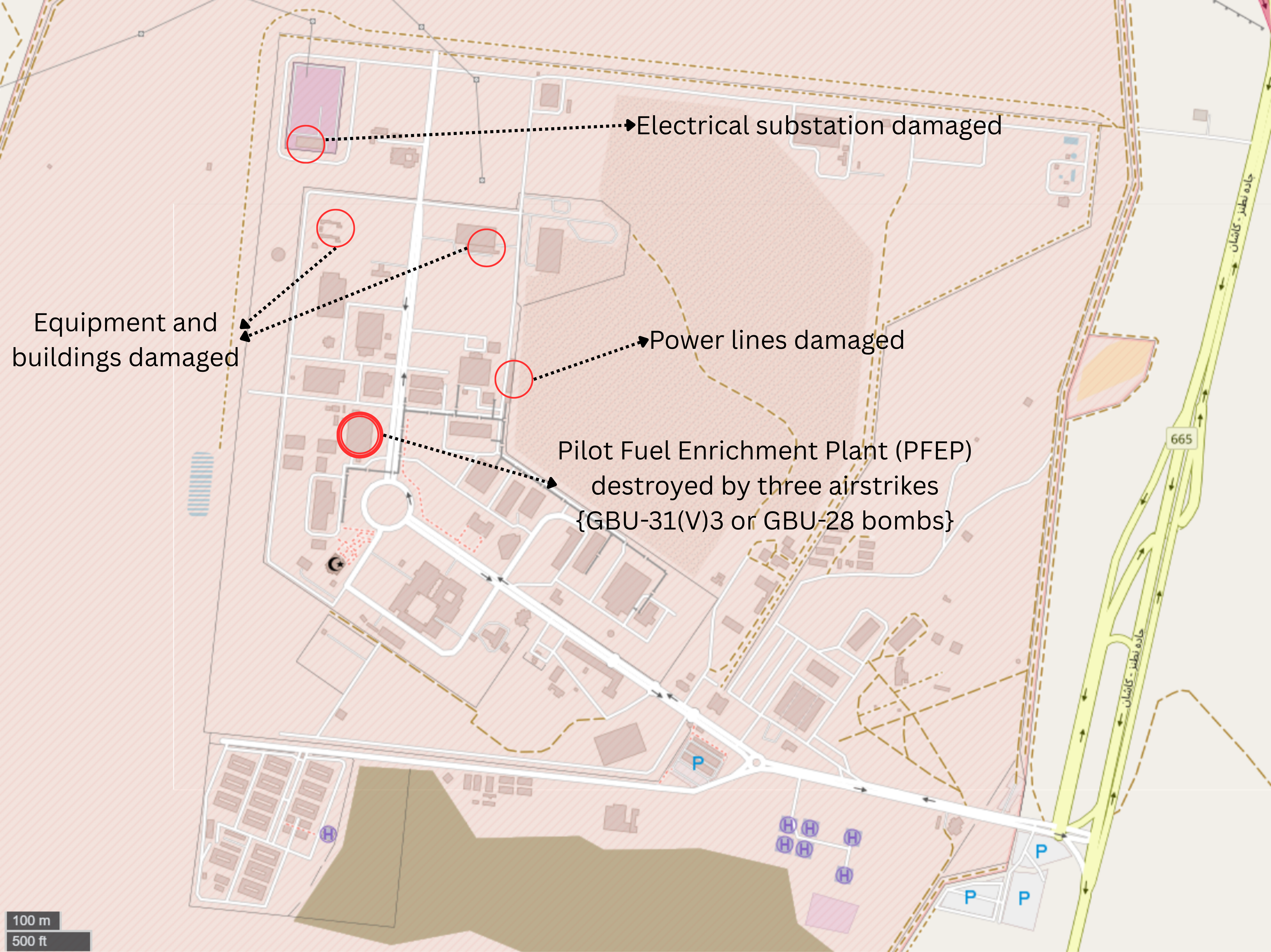
Locais de ataques aéreos israelenses na Instalação Nuclear de Natanz

Na madrugada de 13 de junho de 2025, Israel lançou uma série de ataques em grande escala contra várias instalações nucleares, militares e algumas residências de líderes militares no Irã. O nome de código de Israel para este ataque foi Leão em Ascensão. Os ataques, levados a cabo pelas Forças de Defesa de Israel e pela Mossad, tiveram como alvo objetivos de anulação da continuação do programa legítimo de enriquecimento de urânio em instalações nucleares, áreas militares e zonas residenciais de líderes militares. O ataque de Israel foi o maior ataque contra o Irã desde a Guerra Irã-Iraque.

Após o início da operação militar de Israel, explosões foram relatadas em Teerão, incluindo perto de bases militares e em bairros que abrigam comandantes seniores. Testemunhas oculares descreveram chamas de grande altura e explosões repetidas. Explosões foram relatadas em Natanz, na província de Ispaã, onde está localizada uma das instalações nucleares mais críticas do país. As instalações nucleares em Khondab e Khorramabad também foram alvos. O comandante da Guarda Revolucionária do Irã, Hossein Salami, foi morto nos ataques. As Forças Armadas de Israel também disseram que o Chefe do Estado-Maior das Forças Armadas Iranianas, Major General Mohammad Bagheri, possivelmente terá morrido nos ataques. Os cientistas nucleares Fereydoon Abbasi e Mohammad Mehdi Tehranchi também foram mortos, de acordo com a mídia estatal iraniana. Os ataques mataram militares e civis iranianos. Os edifícios atingidos incluíam instalações nucleares, instalações militares e áreas residenciais. Os ataques recomeçaram na tarde de 13 de junho, com ataques adicionais relatados perto do Aeroporto de Tabriz e na instalação nuclear de Natanz. Em retaliação, o Irã lançou a Operação "Promessa Verdadeira III", atingindo Israel.

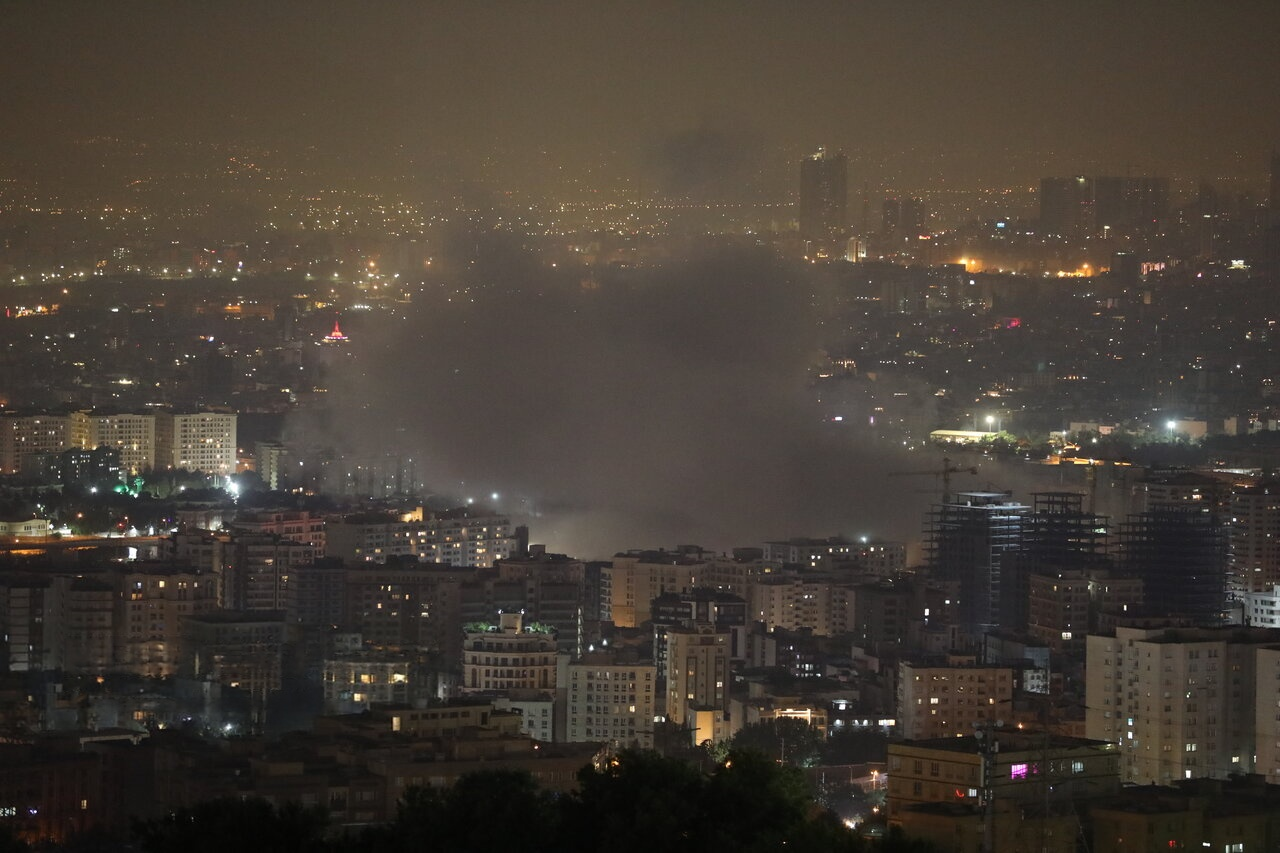
Explosões em Teerã, em 13 de junho de 2025

Os ataques aéreos contra o programa nuclear do Irã foram realizados por uma frota de mais de 200 caças, incluindo os F-35I “Adirs”, uma modificação avançada do F-35 Lightning II americano. Os caças atacaram mais de 100 locais em todo o Irã.

### 13 de junho

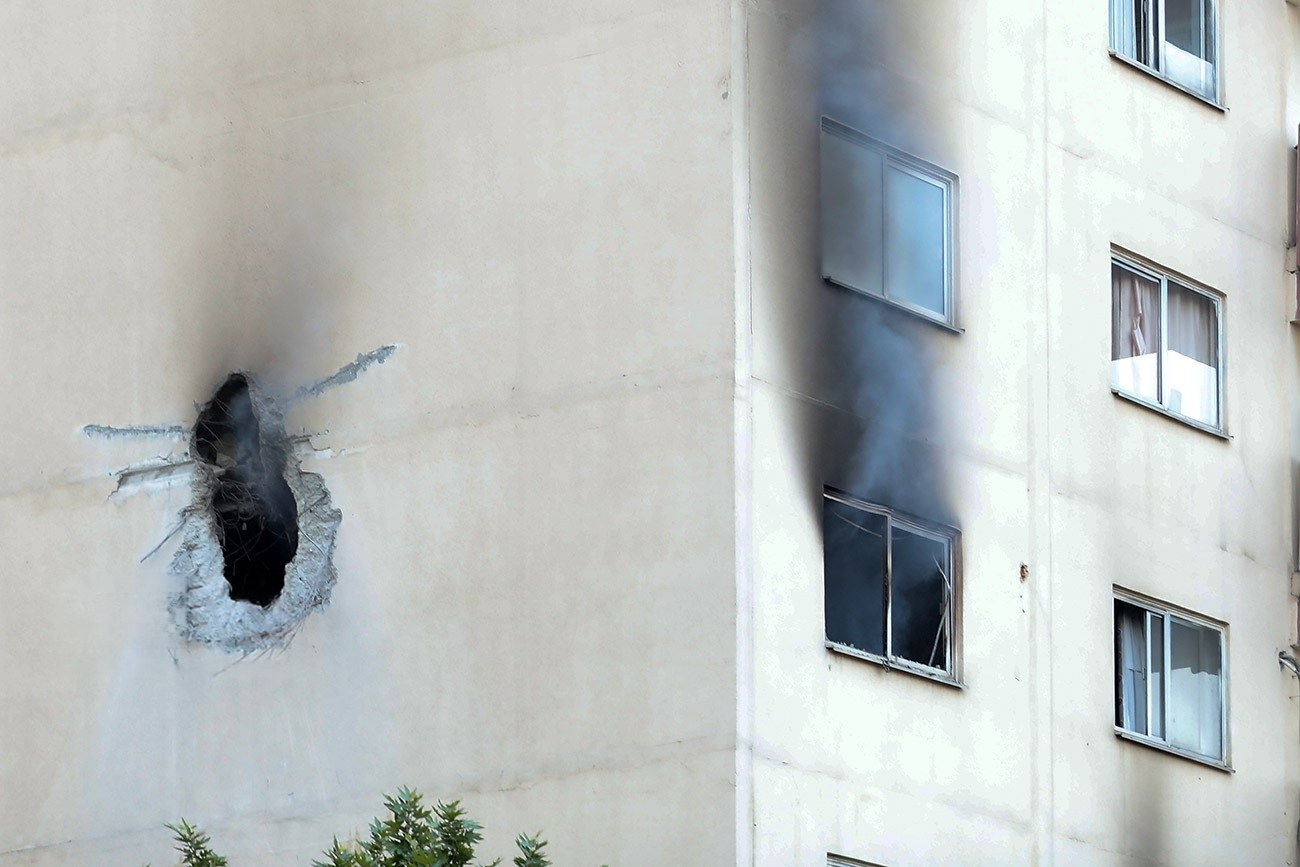
Impacto nos edifícios em Teerã

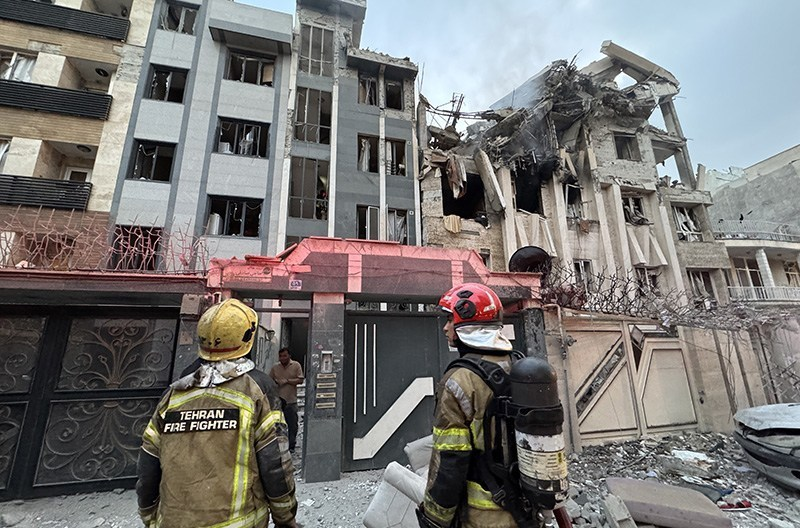
Após os ataques israelenses em Teerã

Nas primeiras horas do dia 13 de junho de 2025, as Forças de Defesa de Israel (FDI) lançaram um ataque em grande escala contra instalações nucleares e infraestruturas militares iranianas. Às 6h30 (IDT), a Força Aérea Israelense havia realizado cinco ondas de ataques. A operação teria se concentrado em dezenas de locais, incluindo locais associados ao programa nuclear do Irã e comandantes e bases militares importantes. O Mossad também conduziu uma série de missões secretas de sabotagem visando os sistemas de defesa aérea e a infraestrutura de mísseis do Irã. Israel afirmou que atacou alvos que não eram esperados por Teerã.
De acordo com as Forças de Defesa de Israel, mais de 200 aeronaves israelenses lançaram mais de 330 munições em cerca de 100 alvos durante os ataques iniciais. De acordo com um funcionário israelense, o Mossad estabeleceu uma base secreta de drones perto de Teerã, que foi usada para atacar lançadores de mísseis apontados para Israel como parte da operação. A missão, coordenada com as Forças de Defesa de Israel, também envolveu o contrabando de armas de precisão para o Irã e o envio de comandos da Mossad para desativar as defesas aéreas, garantindo a superioridade aérea para as aeronaves israelenses.
Hamid Hosseini, um funcionário ligado ao governo em Teerã, disse que o ataque de Israel “pegou a liderança completamente de surpresa”. Ele reconheceu que isso revelou a falta de defesas aéreas eficazes do Irã e a incapacidade de impedir ataques a locais críticos, expressando choque com a profundidade da infiltração israelense. De acordo com mensagens privadas compartilhadas com o The New York Times, autoridades iranianas expressaram raiva e descrença pela incapacidade do país de impedir os ataques israelenses, perguntando: “Onde está nossa defesa aérea?” e “Como Israel pode vir e atacar o que quiser... e nós somos incapazes de impedi-lo?”
Por volta das 3 da manhã, hora local, o ministro da Defesa israelense, Israel Katz, declarou estado de emergência em todo o país, alertando para uma iminente retaliação com mísseis e drones. Sirenes de alerta foram acionadas em todo o território de Israel em antecipação a um possível contra-ataque iraniano, embora nenhum míssil balístico tivesse sido lançado pelo Irã até aquele momento. Katz descreveu ainda o ataque de Israel ao Irã como um “ataque preventivo”. De acordo com as Forças de Defesa de Israel, a ação foi motivada por informações de inteligência indicando que o Irã havia acumulado urânio enriquecido suficiente para produzir até 15 armas nucleares em poucos dias.
Explosões foram relatadas em toda Teerã, incluindo perto de bases militares e em bairros onde moram comandantes de alto escalão. Testemunhas oculares descreveram chamas enormes e explosões repetidas. A agência de notícias Fars, ligada ao CGRD, informou que várias casas foram atingidas em Shahrak-e Mahallati, um bairro na zona leste de Teerã onde residem oficiais militares iranianos de alto escalão e suas famílias. O ataque teria incendiado a sede do CGRD em Teerã. Alguns complexos residenciais foram atingidos durante o ataque, incluindo aqueles que abrigavam oficiais e outras autoridades iranianas.

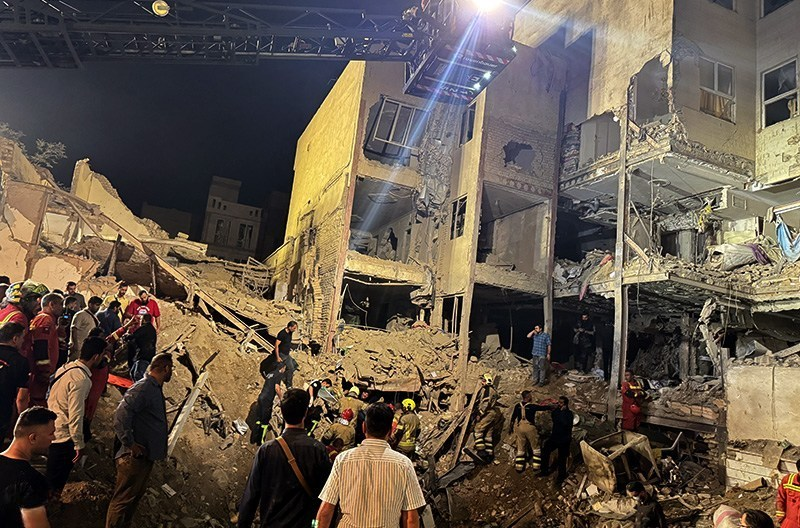
Restos após o ataque em Narmak em 14 de junho de 2025

Foram relatadas explosões em Natanz, na província de Ispaã, onde se localiza uma das instalações nucleares mais importantes do Irã. A televisão estatal iraniana confirmou “explosões fortes” perto do local, que abriga duas usinas de enriquecimento: a grande Usina de Enriquecimento de Combustível (FEP) subterrânea e a Usina Piloto de Enriquecimento de Combustível (PFEP) acima do solo. As instalações nucleares em Khondab e Khorramabad também foram alvo de ataques.
Israel realizou ataques em Tabriz no início da tarde, supostamente visando uma área próxima ao aeroporto de Tabriz. Shiraz e a instalação nuclear de Natanz também foram atacadas por Israel. Também ocorreram explosões na Base Aérea de Hamadan e na base militar de Parchin. Também ocorreram duas explosões perto da usina subterrânea de enriquecimento de combustível de Fordow, onde um drone israelense teria sido abatido pelas defesas aéreas iranianas. Mais tarde, as Forças de Defesa de Israel confirmaram ter atacado as bases aéreas de Hamadan e Tabriz, afirmando ter “desmantelado” a última e destruído dezenas de drones iranianos e lançadores de mísseis terra-terra.
Às 18:46 GMT, as Forças de Defesa de Israel confirmaram ter atacado o Centro de Tecnologia/Pesquisa Nuclear de Isfahan, alegando que ele estava envolvido na “reconversão de urânio enriquecido”.
A mídia iraniana informou que pelo menos dois caças israelenses foram abatidos sobre o espaço aéreo iraniano e uma piloto foi capturada. As Forças de Defesa de Israel negaram isso.

### 14 de junho
Na madrugada de 14 de junho, a mídia iraniana noticiou uma explosão no Aeroporto Internacional de Mehrabad, em Teerã, seguida por relatos de um grande incêndio nas instalações. De acordo com a agência de notícias Fars, dois projéteis atingiram a área. As defesas aéreas iranianas também entraram em confronto com projéteis israelenses acima de Isfahan. Segundo relatos, militares iranianos abateram vários drones israelenses em missões de reconhecimento no noroeste do Irã, com ambos os lados trocando tiros. O chefe do Estado-Maior das Forças de Defesa de Israel, Eyal Zamir, e o comandante da Força Aérea Israelense, Tomer Bar, declararam pela manhã que “o caminho para Teerã foi pavimentado”.
O Irã confirmou a morte de mais dois comandantes seniores: o general Gholamreza Mehrabi, vice-chefe de inteligência do Estado-Maior das Forças Armadas, e o general Mehdi Rabbani, vice-chefe de operações. Nessa data, o Irã também alegou ter derrubado três jatos F-35 israelenses e detido dois pilotos. O Ministério do Petróleo do Irã anunciou que dois campos de petróleo na província de Buxer foram atacados: a plataforma Fase 14 do campo de gás South Pars e a refinaria de gás Fajr Jam. Os ataques provocaram grandes incêndios que interromperam a produção de pelo menos 12 milhões de metros cúbicos de gás. Naquela época, de acordo com a Sociedade do Crescente Vermelho, os ataques de Israel afetaram 18 das 31 províncias do Irã, com 1.414 de seus efetivos participando dos esforços de socorro.
Às 23h11, horário local, as Forças de Defesa de Israel (IDF) anunciaram o início de uma nova onda de ataques a "alvos militares" em Teerã. Depósitos de petróleo e gasolina foram atingidos na cidade, cortando o fornecimento de energia elétrica no bairro de Shahran. Mais tarde naquela noite, a Tasnim News Agency informou que ataques israelenses na capital atingiram a sede do Ministério da Defesa do Irã, bem como o prédio da Organização de Inovação e Pesquisa Defensiva.

### 15 de junho

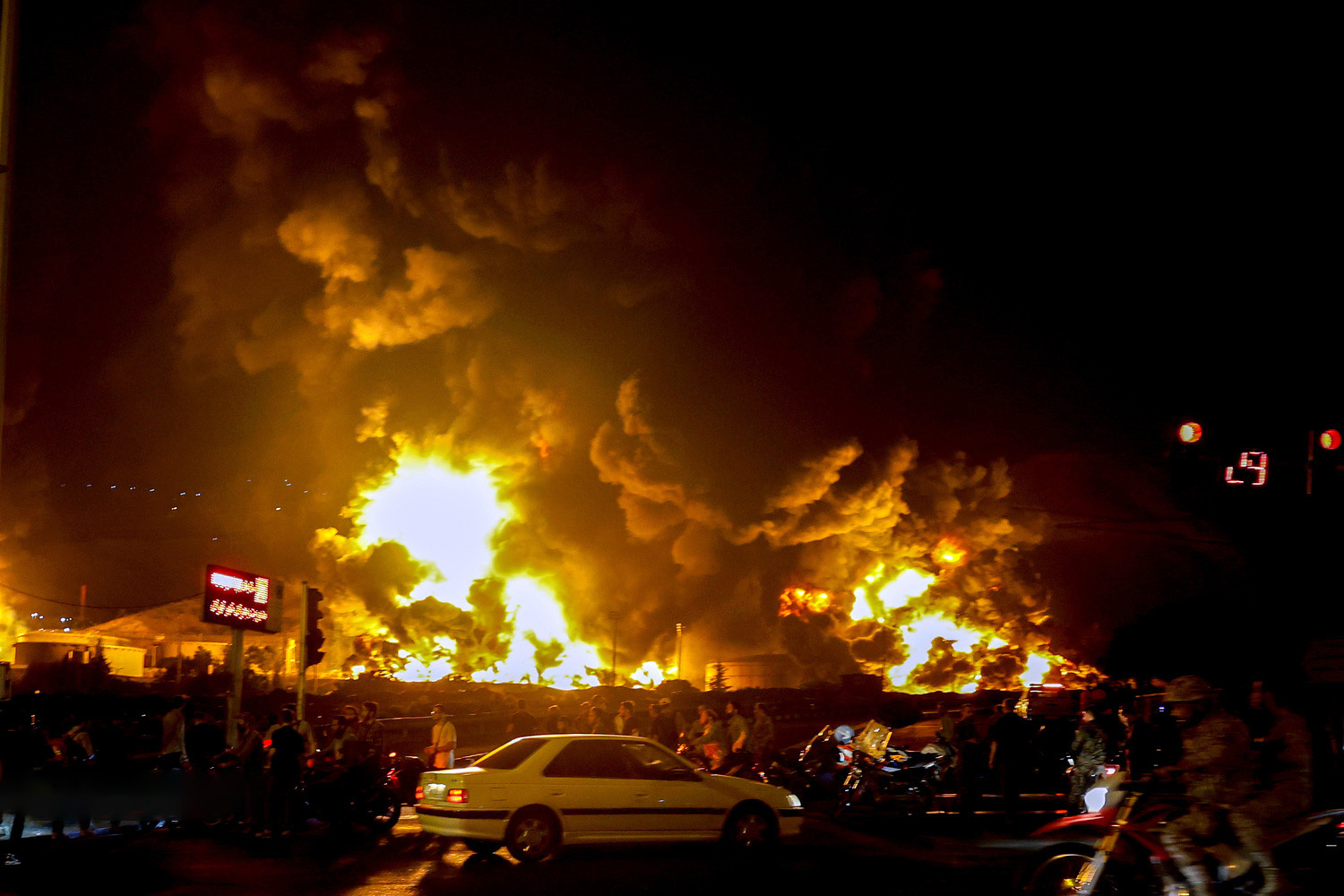
Incêndio após ataque israelense em 15 de junho de 2025

As Forças de Defesa de Israel (IDF) alertaram os civis iranianos para que evacuassem as áreas ao redor de fábricas de armas e bases militares em Shiraz. Um ataque foi relatado no prédio do Ministério da Justiça em Teerã. A IAF afirmou ter bombardeado um avião de reabastecimento no Aeroporto Internacional Mashhad Shahid Hasheminejad — a cerca de 2.300 quilômetros (1.400 milhas) de seu território — no que foi possivelmente a operação mais distante de sua história.
Foi relatado que o Irã havia buscado a mediação de Omã e Catar para se envolver com os Estados Unidos, com o objetivo de interromper os ataques e retomar as negociações nucleares paralisadas. O Irã declarou ter prendido dois indivíduos que, segundo eles, eram membros do Mossad.
Israel lançou mísseis terra-terra no Irã, bem como bases militares. Israel também atacou o Ministério das Relações Exteriores iraniano. Mísseis atingiram e mataram o chefe de inteligência e o vice-chefe de inteligência do IRGC.
Juntamente com os ataques aéreos, cinco carros-bomba detonaram em Teerã, com explosões ocorrendo perto de instalações governamentais e nucleares. A agência estatal iraniana IRNA, citando fontes bem informadas, alegou que a operação foi executada por Israel, embora uma autoridade israelense tenha negado qualquer envolvimento.
Netanyahu explicou em uma entrevista à Fox News que Israel não tinha escolha a não ser atacar o Irã para evitar um holocausto nuclear. Na entrevista, Netanyahu descreveu o ataque como tendo ocorrido na "última hora" e sido feito para proteger Israel e o mundo. Netanyahu descreveu o governo iraniano como opressor do povo iraniano e disse que era escolha do povo iraniano "se rebelar".

### 16 de junho
As Forças de Defesa de Israel (IDF) atacaram o centro de comando da Força Quds em Teerã. Uma autoridade israelense disse ao Wall Street Journal que havia indícios de que a instalação nuclear subterrânea em Natanz havia "implodido". A Iran International relatou que explosões foram ouvidas nas proximidades da instalação nuclear de Fordow. Ataques das IDF teriam ocorrido nas proximidades das instalações militares de Parchin. O Corpo Ansar al-Mahdi do IRGC relatou que um de seus comandantes e um soldado foram mortos em um ataque no condado de Ijrud, na província de Zanjã. Uma agência de notícias afiliada ao judiciário iraniano relatou que um suposto agente de Israel, Ismail Fikri, foi executado por enforcamento. A agência de notícias informou que Fikri estava em contato com dois oficiais do Mossad antes de sua prisão.
As Forças de Defesa de Israel (IDF) alegaram ter destruído 120 lançadores de mísseis terra-terra no Irã e alcançado "total supremacia aérea" no espaço aéreo de Teerã. O Brigadeiro-General Effie Defrin afirmou que 30% dos lançadores de mísseis do Irã foram destruídos.
Segundo a Iran International, o Líder Supremo do Irã, Ali Khamenei, foi afastado de seu cargo de tomada de importantes decisões estratégicas por seus comandantes seniores devido à "grave deterioração de sua saúde mental" relacionada aos ataques israelenses. Ele teria sido destituído por membros da inteligência do IRGC e do Conselho Supremo de Segurança Nacional. Segundo relatos, ele foi transferido para um bunker localizado na cidade de Lavizan, junto com sua família.

### 17 de junho
Trump pediu a evacuação completa de Teerã, declarou que "nós [sic] agora temos controle completo e total dos céus do Irã" e pediu a "rendição incondicional" do Irã, ameaçando assassinar o Líder Supremo iraniano Ali Khamenei. Ele também convocou o Conselho de Segurança Nacional dos EUA. O vice-presidente J.D. Vance indicou que os Estados Unidos podem se juntar à guerra contra o Irã.
As Forças de Defesa de Israel assassinaram o Major-General Ali Shadmani poucos dias após sua nomeação como comandante do Quartel-General de Khatam al-Anbiya. Após substituir o Tenente-General Gholam Ali Rashid após sua morte, Shadmani tornou-se o comandante militar iraniano de mais alta patente, servindo como "chefe do Estado-Maior de Guerra" do Irã e chefiando tanto o IRGC quanto as Forças Armadas Iranianas, de acordo com as Forças de Defesa de Israel. De acordo com o The Jerusalem Post, Shadmani foi morto juntamente com dezenas de oficiais do IRGC após sua evacuação para uma base secreta escondida nas montanhas nos arredores de Teerã.
Israel afirmou ter conduzido "vários ataques extensivos" contra alvos militares no oeste do Irã, visando lançadores de mísseis e instalações de armazenamento de UAVs. As Forças de Defesa de Israel (IDF) publicaram um vídeo de suas aeronaves destruindo caças F-14 iranianos em solo. Também mostraram um vídeo destruindo um lançador de foguetes com três mísseis. De acordo com a Agência de Notícias Mehr, um foguete israelense atingiu um posto de controle em Kashan, matando três pessoas e ferindo outras quatro. As forças israelenses atacaram um prédio residencial em Teerã, de acordo com a IRNA, que também informou que três pessoas foram resgatadas dos escombros pelo Crescente Vermelho. A Agência de Notícias Fars informou que o banco estatal Bank Sepah foi alvo de um ataque cibernético. De acordo com relatos do Iran International e de outros veículos de comunicação, o grupo hacker Predatory Sparrow assumiu oficialmente a responsabilidade pelo ataque cibernético ao banco. O Banco Sepah teria conexões profundas com a Guarda Revolucionária Iraniana e o Exército Iraniano.
A AIEA afirmou ser provável que instalações subterrâneas em Natanz tenham sido danificadas por ataques israelenses. Jatos israelenses atingiram lançadores de mísseis iranianos no oeste do Irã.
O Exército Iraniano alegou ter abatido 28 "aeronaves hostis", incluindo um drone espião. Israel negou as alegações.
As Forças de Defesa de Israel (IDF) anunciaram que realizaram ataques pesados contra lançadores de mísseis balísticos iranianos em Isfahan usando 60 caças, afirmando que os locais de lançamento de mísseis no oeste do Irã haviam sido evacuados devido a ataques anteriores. As IDF afirmaram que 12 locais de armazenamento e lançamento de mísseis foram atingidos durante os ataques.

### 18 de junho
A IDF afirmou que 50 caças atingiram cerca de 20 prédios em Teerã, incluindo fábricas que produzem matérias-primas, componentes e sistemas de fabricação para mísseis balísticos. A mídia iraniana afirmou que a IDF atingiu uma universidade afiliada ao IRGC e uma fábrica de mísseis em Khojir. A IDF também alegou ter destruído 70 baterias de mísseis. Um drone não tripulado da IAF caiu sobre o Irã após ser abatido; não houve relatos de feridos. Israel também atacou locais de produção de centrífugas nucleares, com a AIEA confirmando ataques ao Complexo TESA de Karaj e ao Complexo de Pesquisa de Teerã.
Agentes secretos iranianos prenderam cinco pessoas supostamente ligadas ao Mossad, acusando-as de serem "mercenárias" que "semeiam medo entre o público".
Relatórios do Wall Street Journal constataram que Israel estava ficando sem interceptadores de mísseis Arrow.
Na manhã de 18 de junho, uma forte explosão teria sido ouvida em Teerã, mas autoridades iranianas não confirmaram o ataque.
Israel atingiu locais em Teerã e emitiu uma ordem de evacuação para a população do distrito 18 de Teerã. A sede da segurança interna do Irã foi destruída durante os ataques, segundo Israel. Um prédio do Crescente Vermelho Iraniano também teria sido atingido.
A mídia iraniana noticiou que as forças iranianas abateram um jato F-35 "hostil" na área de Varamin, em Javadabad.
O chefe do Estado-Maior das Forças de Defesa de Israel (IDF), Tenente-General Eyal Zamir, disse: "Há um aprendizado significativo e direto aqui com os eventos de 7 de outubro; não estamos esperando, estamos prevenindo ameaças".
As Forças de Defesa de Israel (IDF) publicaram uma mensagem em farsi informando que estão recebendo muitas mensagens de iranianos que incluem "medo, desespero e raiva pelo que está acontecendo no Irã" e pediram àqueles que desejam evitar um destino semelhante ao de Gaza e Líbano que entrem em contato com autoridades israelenses por meio de um link no site do Mossad.
À tarde, as IDF afirmaram ter atingido 40 alvos militares no oeste do Irã, incluindo um lançador de mísseis Emad preparado, locais de armazenamento de mísseis e soldados, com 25 caças. Até o momento, o porta-voz das IDF, Effie Defrin, afirmou que 1 100 alvos no Irã foram atingidos por Israel. Ele acrescentou que cinco helicópteros AH-1 foram atingidos em Kermanshah pela manhã. Mais tarde, as IDF afirmaram ter destruído mais três helicópteros AH-1. Mais tarde, as IDF anunciaram que 60 caças participaram de uma onda de ataques contra 20 alvos em Teerã, incluindo instalações de fabricação de armas, locais de produção de centrífugas e locais de pesquisa e desenvolvimento nuclear.

### 19 de junho
A Força Aérea Israelense atingiu Teerã com ataques aéreos na noite de 18 de junho. De manhã, Israel atingiu dezenas de instalações militares no Irã, incluindo locais de defesa aérea e produção misseis. As IDF disseram que atingiram uma fábrica de desenvolvimento de armas nucleares em Natanz.
As Forças de Defesa de Israel (IDF) ordenaram aos moradores das cidades de Arak e Khondab que evacuassem. Um reator de água pesada está localizado na área. Segundo a AIEA, Israel atingiu um dos reatores, conhecido como IR-40. Israel afirmou não haver perigo de vazamento de radiação. A AIEA afirmou que o reator "não estava operacional e não continha material nuclear". Pela manhã, Israel atingiu um local de desenvolvimento de armas nucleares, bem como "dezenas" de instalações militares no Irã, incluindo instalações de defesa aérea e produção de mísseis.
As Forças de Defesa de Israel (IDF) disseram acreditar ter destruído dois terços dos lançadores de mísseis do Irã.
As Forças de Defesa de Israel alegaram que seus drones atingiram soldados iranianos que estavam consertando lançadores de mísseis balísticos.
O primeiro-ministro israelense Netanyahu disse que a cooperação de Israel com os Estados Unidos é "notável".

### 20 de junho
As Forças de Defesa de Israel (IDF) relataram ter atacado diversas instalações militares no Irã durante a noite, incluindo instalações de produção de mísseis e um centro de pesquisa nuclear em Teerã. Entre os principais alvos atingidos estava a sede do programa SPND, uma agência focada em pesquisa e desenvolvimento de defesa, que supostamente estaria envolvida no desenvolvimento de armas nucleares do Irã. As IDF alegaram ter destruído 35 lançadores de mísseis iranianos pela manhã.
Um veículo de notícias iraniano informou que um drone israelense atacou um prédio residencial no distrito de Gisha, em Teerã. O ataque teria como alvo uma base militar pertencente à Basij. De acordo com a mídia iraniana local, um cientista nuclear não identificado foi assassinado por Israel em Teerã. Em um breve comunicado, as IDF afirmaram que estão atacando infraestrutura militar no oeste e centro do Irã.
Segundo relatos, centenas de milhares de pessoas compareceram aos protestos contra os ataques israelenses realizados nas cidades de Teerã, Tabriz, Shiraz, Isfahan, Mashhad e Qom, Qazvin, Yazd e Gilan. Imagens os mostraram agitando bandeiras iranianas e do Hezbollah e fotografias dos comandantes iranianos assassinados e do Líder Supremo Ali Khamenei. Entre os participantes estavam o Presidente do Supremo Tribunal do Irã, Gholam-Hossein Mohseni-Eje'i, o ex-comandante do IRGC, Major-General Mohammad Ali Jafari, além de vários ministros e o vice-presidente do parlamento.

### 21 de junho
Israel atingiu três edifícios em Isfahan, com a mídia iraniana relatando que uma instalação nuclear foi o alvo. O ministro da Defesa, Israel Katz, disse que a força aérea israelense matou o comandante da Força Quds, Saeed Izadi, e atingiram o veículo do comandante do IRGC, Behnam Shahriyari. O Irã confirmou a morte de um décimo cientista nuclear, Isar Tabatabai-Qamsheh.
A AIEA afirmou que uma oficina de centrífugas no complexo de pesquisa nuclear em Isfahan foi destruída pelos ataques israelenses. A força aérea israelense atingiu um edifício residencial em Qom, enquanto explosões foram relatadas sobre Najafabad, Malard, Isfahan e Teerã. Ataques aéreos israelenses tiveram como alvo uma instalação nuclear em Isfahan, de acordo com o vice-governador provincial que falou com a agência de notícias Fars. A Fars relatou que o sistema de defesa aérea em Isfahan havia sido ativado. A IDF disse que atingiu uma instalação militar em Shiraz, sem vítimas e, após um ataque aéreo israelense, a sede da Polícia Cibernética Iraniana (FATA) em Teerã sofreu danos significativos.
O comando das Forças de Defesa de Israel anunciou que atacou dezenas de alvos militares na área de Ahvaz, usando 30 caças que lançaram cerca de 50 munições. Entre os alvos estavam uma instalação de armazenamento de mísseis balísticos e um local de radar. Um ataque em Teerã matou um ex-guarda-costas do líder assassinado do Hezbollah, Hassan Nasrallah, ao lado de um membro do Kata'ib Sayyid al-Shuhada. Mais tarde, a Força Aérea de Israel afirmou que cerca de 60 de seus caças realizaram ataques no centro do Irã à noite, destruindo três caças F-14.

### 22 de junho
As Forças de Defesa de Israel (IDF) realizaram extensos ataques aéreos em vários alvos militares no Irã, incluindo locais de produção e armazenamento de armas, defesas aéreas e infraestrutura no Aeroporto Internacional de Isfahan. Segundo relatos, 20 caças bombardearam alvos no centro do Irã, destruindo dois caças iranianos F-5 no Aeroporto de Dezful, além de oito lançadores de mísseis balísticos, matando soldados próximos. Explosões fortes foram ouvidas em Teerã, Isfahan e Bandar Lengeh, com os sistemas de defesa aérea iranianos sendo ativados. Outros ataques atingiram uma usina de energia e um quartel militar em Yazd, enquanto o IDF confirmou o uso de 30 caças que lançaram cerca de 60 munições contra instalações estratégicas, incluindo a sede de mísseis "Imam Hussein" em Yazd, bases de drones e fábricas de baterias antiaéreas.

### 23 de junho
Nesse dia, Israel realizou ataques a seis aeroportos militares no Irã, destruindo 15 caças e helicópteros, além de alvos em Kermanshah. O Irã derrubou um drone israelense Hermes 900 e executou um suposto espião ligado ao Mossad. Cerca de 50 caças israelenses bombardearam Teerã por duas horas, atingindo centros de comando militar, a sede dos Basij, a Prisão de Evin e o Relógio da Praça Palestina. Israel afirmou ainda ter atacado vias de acesso a Fordow. Fontes iranianas relataram cortes de energia e danos a uma universidade, mas a instituição negou. O ministro das Relações Exteriores de Israel, Gideon Sa'ar, celebrou com a mensagem "viva a liberdade".

### Baixas
As autoridades de saúde iranianas relataram 224 mortos, acrescentando que a maioria das vítimas eram civis. De acordo com a NBC News, o Ministério da Saúde iraniano afirma que mais de 2.500 pessoas ficaram feridas. A organização HRANA, sediada nos EUA, relatou 408 mortos, incluindo 92 militares, 199 civis e 117 mortos não identificados. Semanas de ataques israelenses ao Irã foram relatados, com pelo menos 657 pessoas mortas e 2.037 feridas, disse o grupo Human Rights Activists, sediado em Washington, na sexta-feira.
Fontes regionais afirmaram que pelo menos 20 comandantes de alto escalão foram mortos nos ataques. As Forças de Defesa de Israel afirmaram ter matado o chefe do Estado-Maior das Forças Armadas iranianas, o major-general Mohammad Bagheri. A afirmação foi negada pela agência de notícias estatal iraniana IRNA mas corroborado pela agência de notícias semioficial Fars. Enquanto isso, a mídia estatal iraniana noticiou a morte do comandante do CGRD, Hossein Salami, o que foi posteriormente confirmado pelo CGRD. As Forças de Defesa de Israel afirmaram que um ataque a um centro de comando subterrâneo matou a maior parte da liderança da Força Aeroespacial do Corpo da Guarda Revolucionária Islâmica após eles se reunirem para uma reunião, incluindo o comandante da força aérea do CGRD, Amir Ali Hajizadeh, bem como os líderes das unidades de defesa aérea e drones do CGRD. No total, as Forças de Defesa de Israel relataram ter matado pelo menos seis comandantes militares de alto escalão, Bagheri, Salami, Ali Rashid, Ali Hajizadeh, o comandante da unidade de defesa aérea do CGRD Davoud Shaykhian e o comandante da unidade de drones do CGRD Taher Pour, e nove cientistas nucleares. O New York Times noticiou a morte do comandante da Força Quds, Esmail Qaani. A Nour News informou que Ali Shamkhani, conselheiro do líder supremo aiatolá Ali Khamenei, ficou gravemente ferido e acabou por falecer devido aos ferimentos. Os cientistas nucleares Fereydoon Abbasi e Mohammad Mehdi Tehranchi também foram mortos, de acordo com a mídia estatal iraniana.
Civis, incluindo mulheres e crianças, foram relatados pela mídia local entre as vítimas. A agência de notícias Asnim informou posteriormente que mais de 50 pessoas ficaram feridas no distrito de Tajrish, no norte de Teerã, incluindo 35 mulheres e crianças, que foram levadas para o Hospital Chamran.
O exército iraniano alegou ter derrubado três caças israelenses, supostamente matando um piloto e capturando o outro. Até o momento, nenhuma evidência surgiu confirmando essas alegações, enquanto pelo menos um vídeo e uma imagem que supostamente mostram a queda de F-35 israelenses foram desmascarados como desinformação. As Forças de Defesa de Israel (IDF) negaram repetidamente as alegações de baixas ou danos à força aérea. Devido à ausência de abrigos antiaéreos em Teerã, os iranianos foram instruídos a se abrigar em estacionamentos subterrâneos.
O Irã teria executado Esmail Fekri por enforcamento em 16 de junho de 2025, após sua prisão em 2023 e condenação por passar informações confidenciais ao Mossad.

### Mortes notáveis
| Nome                         | Ocupação/cargo                                                                        | Data da morte |
| ---------------------------- | ------------------------------------------------------------------------------------- | ------------- |
| Mohammad Bagheri             | Chefe do Estado-Maior das Forças Armadas da República Islâmica do Irã                 | 13 de junho   |
| Hossein Salami               | Comandante-em-chefe do Corpo de Guardas da Revolução Islâmica (IRGC)                  | 13 de junho   |
| Gholam Ali Rashid            | Comandante do Quartel-General Central Khatam-al Anbiya                                | 13 de junho   |
| Amir Ali Hajizadeh           | Comandante-em-chefe da Força Aeroespacial do IRGC                                     | 13 de junho   |
| Ali Shadmani                 | Comandante da Quartel-General Central Khatam-al Anbiya (substituiu Gholam Ali Rashid) | 17 de junho   |
| Davoud Sheikhian             | Comandante das defesas aéreas do IRGC                                                 | 13 de junho   |
| Gholamreza Mehrabi           | Chefe Adjunto de Inteligência do Estado-Maior General das Forças Armadas              | 13 de junho   |
| Mehdi Rabbani                | Chefe Adjunto de Operações do Estado-Maior General das Forças Armadas                 | 13 de junho   |
| Hassan Mohaqeq               | Chefe Adjunto da Organização de Inteligência do IRGC                                  | 15 de junho   |
| Mohammad Kazemi              | Brigadeiro-General da Organização de Inteligência do IRGC                             | 15 de junho   |
| Fereydoon Abbasi             | Cientistas nucleares                                                                  | 13 de junho   |
| Saeed Borji                  | Cientistas nucleares                                                                  | 13 de junho   |
| Ahmadreza Zolfaghari Daryani | Cientistas nucleares                                                                  | 13 de junho   |
| Amir Hossein Faqhi           | Cientistas nucleares                                                                  | 14 de junho   |
| Abdulhamid Minouchehr        | Cientistas nucleares                                                                  | 13 de junho   |
| Akbar Motlebizadeh           | Cientistas nucleares                                                                  | 14 de junho   |
| Mohammad Mehdi Tehranchi     | Cientistas nucleares                                                                  | 13 de junho   |

### Efeitos
A Agência de Notícias Tasnim informou que as autoridades iranianas suspenderam os voos no Aeroporto Internacional Imam Khomeini, embora o aeroporto não tenha sido diretamente afetada pelos ataques. Voos de retorno para pessoas em peregrinação na Arábia Saudita foram cancelados. Voos também foram suspensos dos aeroportos de Israel. Israel declarou estado de emergência especial, fechou seu espaço aéreo, fechou escolas e proibiu grandes reuniões sociais. Iraque e Jordânia também fecharam seus espaços aéreos. Israel também convocou dezenas de milhares de reservistas das FDI em preparação para uma retaliação iraniana. As FDI anunciaram que todos os seus pilotos envolvidos nos ataques retornaram ilesos.

### Economia
Os ataques contra o Irã causaram um aumento de 7% nos preços do petróleo, posteriormente aumentando para 11%, tornando-os os mais altos em um mês. O dólar americano se valorizou, o bitcoin caiu para US$ 103.000, e os preços do ouro subiram mais de 1%. O mercado de ações Global Futures caiu; o Dow futures perdeu 600 pontos. As ações de várias companhias aéreas internacionais diminuíram significativamente após o ataque. As ações da Lufthansa caíram 5%, enquanto as ações da Air France, KLM e EasyJet caíram de 3 a 4%. Segundo relatos, as companhias aéreas interromperam suas operações sobre o espaço aéreo de Israel, Irã, Iraque e Jordânia, desviando e cancelando voos por segurança. O jornal New York Times noticiou que iranianos estavam fazendo filas para adquirir combustível e estocando itens alimentares básicos.

### Respostas

#### Irã
O porta-voz das Forças Armadas Iranianas, Abolfazl Shekarchi, prometeu retaliar contra Israel e os Estados Unidos. O líder supremo Ali Khamenei divulgou uma declaração após os ataques, chamando os ataques de "crime" e alertou que o "regime sionista preparou para si um destino amargo e doloroso". O Ministério das Relações Exteriores iraniano afirmou que o Irã tem o direito "legal e legítimo" de responder aos ataques israelenses sob a Carta da ONU, afirmando também que os EUA também serão responsáveis pelos "efeitos e consequências perigosos da aventura do regime sionista". O IRGC declarou que está pronto para responder mesmo após a morte de seu chefe, Hossein Salami. Ahmad Vahidi foi nomeado comandante temporário do IRGC até que Ali Khamenei nomeasse o major-general Mohammad Pakpour. O deputado Alaeddin Boroujerdi afirmou que "o Irã não participará da sexta rodada de negociações nucleares com os Estados Unidos em [15 de junho] e até novo aviso".
O ex-presidente Mohammad Khatami pediu a condenação deste "ato criminoso" e afirmou que a ONU deveria estar na "vanguarda" do esforço "para evitar novas tragédias, condenando Israel de forma séria e abrangente". O Irã alertou os Estados Unidos, o Reino Unido e a França de que qualquer assistência a Israel resultará em ataques contra suas bases e navios regionais. Manifestantes em Qom e Teerã pediram retaliação. O Ministério das Comunicações do Irã anunciou restrições à internet em todo o país.

#### Israel
O primeiro-ministro israelense, Benjamin Netanyahu, declarou em uma entrevista televisionada: "Estamos em um momento decisivo na história de Israel" e acrescentou: "Estamos defendendo o mundo livre do terrorismo e da barbárie que o Irã fomenta e exporta para todo o mundo". Ele também afirmou que o Irã já possuía urânio enriquecido suficiente para nove bombas nucleares. Agradeceu a Donald Trump por seu apoio e disse que o ataque era uma necessidade operacional imediata para conter a ameaça de enriquecimento de urânio. Ele ainda afirmou que os ataques continuariam "pelo tempo que for necessário para completar a tarefa de afastar a ameaça de aniquilação contra nós". Em um discurso após os ataques, Netanyahu afirmou que a guerra de Israel era contra a forma iraniana de governo e não contra o povo iraniano. Netanyahu convocou o gabinete de segurança conforme a situação se desenrolava. O Chefe do Estado-Maior das Forças de Defesa de Israel, Eyal Zamir, declarou em um discurso televisionado que o Exército israelense está "mobilizando dezenas de milhares de soldados e se preparando em todas as fronteiras", alertando que "qualquer um que tentar nos desafiar pagará um preço alto" e que "estava a um ponto sem retorno".
O líder da oposição Yesh Atid, Yair Lapid, ofereceu seu "total apoio" às operações contra o Irã. O Ministro da Defesa de Israel, Israel Katz, disse que o Irã cruzou os limites ao atacar civis e acrescentou que eles pagarão um preço muito alto por isso. Katz alertou que "Teerã queimará" se o Irã continuar a disparar mísseis contra Israel. A cidade de Tel Aviv cancelou sua Parada do Orgulho LGBTQIA+ anual, que normalmente atrai dezenas de milhares de participantes.

#### Outras organizações
O Hamas condenou o ataque como uma "agressão brutal que constitui uma violação flagrante das normas e convenções internacionais", acusando o governo de Netanyahu de tentar arrastar a região para confrontos abertos. Apelaram por uma posição unificada para dissuadir Israel e "pôr fim aos seus crimes". O Hezbollah também condenou os ataques, mas afirmou que não retaliaria contra Israel. Os houthis expressaram apoio ao direito do Irã de se defender, enquanto a organização americana Democracia para o Mundo Árabe Agora denunciou o ataque como "ilegal" e "sem provocação", instando os Estados Unidos a dissociar seus interesses de Israel.

#### Diáspora iraniana
Opositores exilados, como Reza Pahlavi, Príncipe Herdeiro do Irã, o ativista Masih Alinejad, o jurista holandês-iraniano Afshin Ellian, os políticos holandeses, suecos e canadenses Ulysse Ellian, Alireza Akhondi e Goldie Ghamari, e a atriz Nazanin Boniadi, expressaram apoio à derrubada do regime iraniano em meio aos conflitos com Israel, com alguns também apoiando os ataques israelenses.
O Conselho Nacional Iraniano-Americano, sediado nos EUA, condenou o ataque israelense, escrevendo que ele "carecia de justificativa legal sob o direito internacional" e "colocava desnecessariamente em risco a vida de muitas pessoas inocentes".

### Análise
O Jerusalem Post sugeriu que a possível retaliação do Irã poderia envolver ataques por procuração, mísseis balísticos e drones, ameaças navais e "assimétricas", ataques a alvos baseados fora do país, forças armadas convencionais ou ataques diplomáticos.
De acordo com a Foreign Policy, a maioria dos países aliados dos Estados Unidos não reconheceu o perigo representado pelo regime iraniano, que busca "usar a credulidade e a cautela americanas em benefício de Teerã". Israel, segundo o jornal, decidiu resolver a ameaça iraniana, considerada "existencial" pelos israelenses, e atacar a "cabeça da serpente" e pôr fim à ameaça iraniana.
De acordo com Daniel B. Shapiro, do Atlantic Council, os ataques israelenses expuseram a fragilidade do Irã após os ataques de 7 de outubro, afirmando que Israel alcançou penetração total no Irã e demonstrou capacidade de atingir alvos em grande parte do país. "O Irã nunca pareceu tão fraco e sua capacidade de responder de forma significativa será testada", concluiu.
Hamish de Bretton-Gordon, do The Telegraph, descreveu a ofensiva israelense como um "ataque preventivo, preciso e combinado" que "atingiu completamente" o Irã e pode destruir suas ambições nucleares. Ele elogiou a escala e a sofisticação da operação, chamando-a de "um ataque a altos decisores militares e políticos" com um nível de intensidade "nunca visto na memória recente".
O analista militar Richard Kemp argumentou que Israel "não teve escolha a não ser atacar", descrevendo o Irã como um regime "desesperado" que há muito busca armas nucleares e apoia o terrorismo global. Com a diplomacia esgotada, Kemp alertou que a omissão significaria permitir que "um regime que provou repetidamente sua capacidade de violência ilimitada" adquirisse armas nucleares. Ele pediu apoio contínuo a Israel para "terminar o trabalho", alertando que qualquer renovação das negociações seria um erro, já que o Irã "não honraria" nenhum acordo.
Escrevendo para a Al Jazeera English, Imad El-Anis, especialista em relações internacionais para o Oriente Médio, apontou que a capacidade israelense de contrabandear drones para o Irã e operar no espaço aéreo iraniano sinaliza uma mudança marcante no equilíbrio de poder. Segundo El-Anis, a exploração dessas fraquezas por Israel não tem precedentes na história do conflito entre as duas nações. O analista político sênior da Al Jazeera, Marwan Bishara, argumentou que Israel estava obliterando a recente mudança pragmática na política externa iraniana e sugeriu que Netanyahu vinha perseguindo a narrativa do Irã como uma "ameaça existencial" a Israel desde seu primeiro cargo ministerial no início da década de 1990.
O diplomata americano e ex-funcionário do Departamento de Estado, Thomas M. Countryman, classificou o aparente uso de ataques israelenses por Donald Trump como estratégia de negociação com o Irã como "profundamente equivocado" e alegou que Netanyahu esperava que o Irã visasse posições americanas no Oriente Médio e, assim, provocasse a entrada dos Estados Unidos no conflito. Segundo o especialista nuclear americano Jim Walsh, os ataques israelenses poderiam produzir o efeito oposto à intenção declarada de forçar Teerã a buscar armas nucleares.
Em sua análise, Charles Moore, Barão Moore de Etchingham, argumenta que os ataques israelenses refletem uma lição aprendida com os ataques do Hamas em 7 de outubro: nunca mais ser pego de surpresa. Ele descreve o Irã como uma "ameaça existencial ativa e direcionada" a Israel, diferentemente dos perigos mais abstratos enfrentados pela maioria das nações. Apoiando a decisão de Netanyahu, Moore escreve que "Israel sabia muito bem como responder" e sugere que o primeiro-ministro pode estar emergindo como "seu Churchill". Embora controverso internamente, Netanyahu desfruta de amplo consenso em Israel sobre a ameaça representada pelo Irã, uma ameaça que Moore afirma que o Ocidente não consegue compreender totalmente.
Muhanad Seloom, do Instituto de Estudos de Pós-Graduação de Doha, sugeriu que, embora "gravemente ferido", o Irã não estava disposto a arriscar um conflito mais amplo com os EUA e seus aliados europeus, afirmando que sua resposta limitada até o momento estava "abaixo do limiar" de uma guerra total e indicava disposição para retomar as negociações nucleares; ele também observou que os ataques aéreos israelenses não conseguiram eliminar as instalações nucleares iranianas.

## Ataques iranianos contra Israel

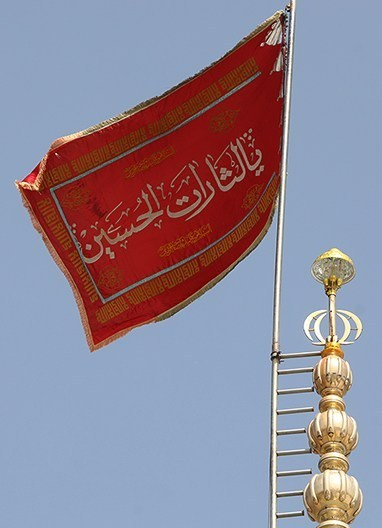
Uma bandeira com a inscrição "Ó vingadores de Husayn" hasteada sobre a Mesquita de Jamkaran após os ataques israelenses

Na noite de 13 de junho de 2025, o Irã lançou um ataque retaliatório em larga escala contra Israel, disparando mais de 150 mísseis balísticos e mais de 100 drones, em resposta aos ataques aéreos israelenses realizados anteriormente naquele dia contra instalações nucleares iranianas e altos oficiais militares. Os alvos incluíam infraestruturas militares e de inteligência, mas também atingiram prédios residenciais e mataram civis, incluindo mulheres e crianças. O codinome iraniano para o ataque foi Operação Promessa Verdadeira III (em persa: عملیات وعده صادق ٣).
Os ataques marcaram uma escalada significativa nas tensões entre Irã e Israel, levando a relação entre eles a um estado de confronto direto. Os ataques desencadearam amplas consequências regionais e internacionais, incluindo uma forte alta nos preços do petróleo, interrupções nas rotas marítimas globais e a suspensão do tráfego aéreo. Os eventos também provocaram reações internacionais generalizadas, com repetidos apelos por moderação emitidos pelas Nações Unidas em meio a crescentes preocupações com a possibilidade de um conflito mais amplo no Oriente Médio.
O Irã batizou os ataques de "Operação Promessa Verdadeira III" (em persa: عملیات وعده صادق ٣), dando continuidade a uma série de operações com o mesmo nome: a "Operação Verdadeira Promessa" original foi conduzida em julho de 2006 pelo Hezbollah, e o nome também foi usado para os ataques iranianos contra Israel em abril de 2024, conhecidos como "Operação Verdadeira Promessa II".

### 13 de junho
Após os ataques israelenses, o Irã prometeu uma "resposta dura" contra Israel. Disse que atacaria as forças israelenses e americanas estacionadas em bases militares no Oriente Médio. Posteriormente, os EUA evacuaram alguns de seus soldados no Iraque e também autorizaram a evacuação de familiares de soldados americanos na região. De acordo com o Brigadeiro-General Effie Defrin, das Forças de Defesa de Israel (IDF), o Irã lançou mais de 100 drones Shahed em direção a Israel pela manhã em sua retaliação inicial. Sirenes foram ativadas em Amã, capital da Jordânia. Alguns dos drones foram interceptados pela Força Aérea Real da Jordânia sobre o espaço aéreo jordaniano e alguns pela Força Aérea Israelense sobre a Arábia Saudita e a Síria. Posteriormente, várias fontes israelenses disseram que uma ordem para que civis israelenses buscassem abrigo foi suspensa, sugerindo que a maioria ou todos os drones foram destruídos. Os houthis também dispararam um míssil balístico do Iêmen contra Jerusalém, atingindo Hebron, na Cisjordânia, ferindo cinco palestinos.

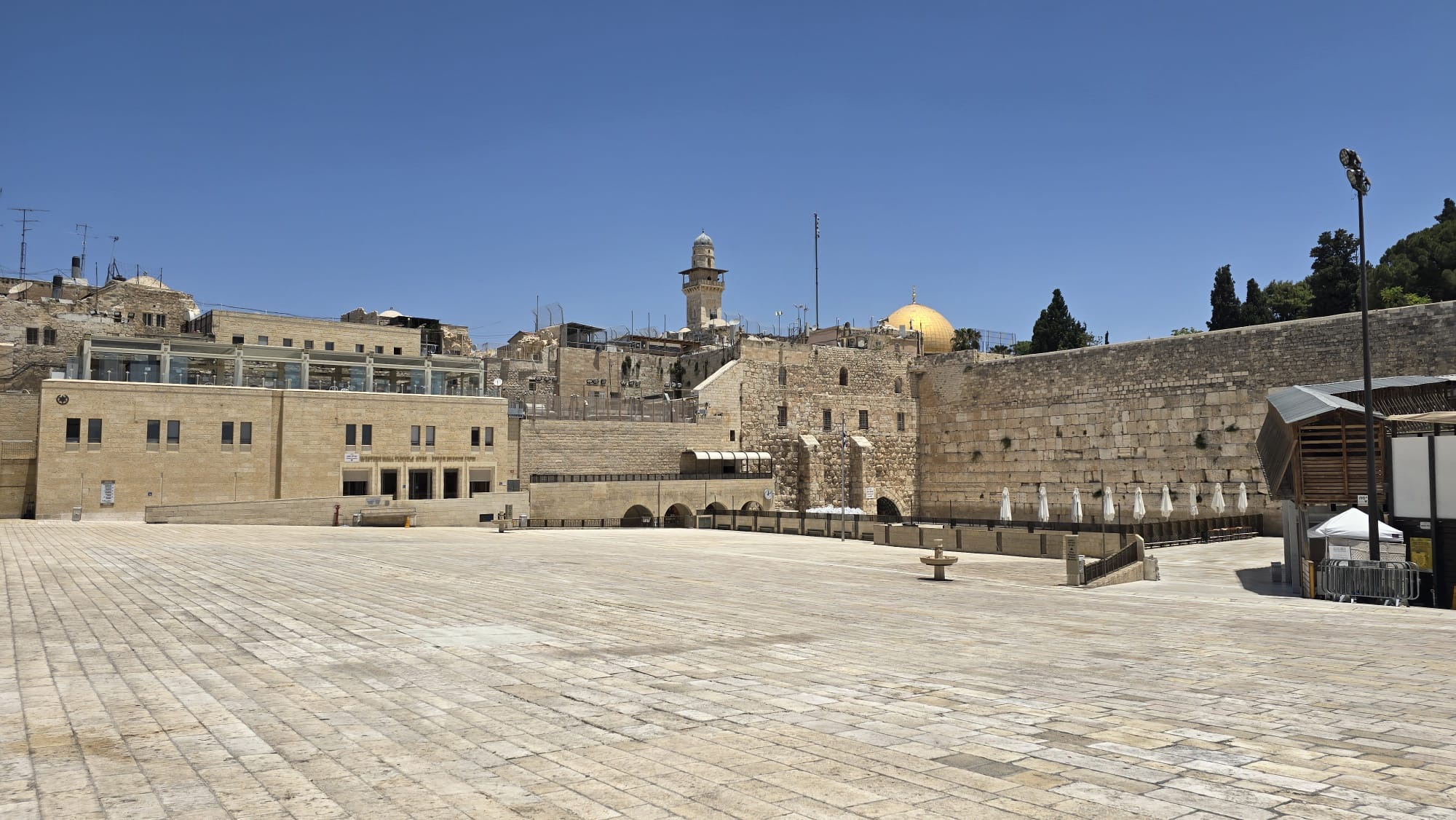
Praça do Muro das Lamentações sob ordens de evacuação em 13 de junho de 2025

Por volta das 21h, horário local — dez minutos antes de o Irã lançar dezenas de mísseis contra Israel —, cidadãos israelenses receberam alertas por telefone sobre um ataque iminente. As Forças de Defesa de Israel (IDF) estimaram que menos de 100 mísseis balísticos foram lançados durante o ataque, embora a agência de notícias estatal iraniana IRNA tenha relatado que centenas de mísseis foram lançados. Os cidadãos foram autorizados a deixar seus abrigos por volta das 10h10. O Irã batizou seu contra-ataque com o codinome "Operação Promessa Verdadeira III" e afirmou ter atacado dezenas de alvos, incluindo instalações militares e bases aéreas. Vários impactos foram relatados no centro de Israel, incluindo em prédios em Tel Aviv, com imagens de vídeo mostrando um aparente impacto direto no quartel-general militar de Kirya, perto da Begin Road. Um fragmento de um míssil interceptado também causou danos no norte de Israel. O Magen David Adom (MDA) relatou que pelo menos 63 israelenses ficaram feridos — um gravemente, um gravemente, oito levemente e o restante levemente. Uma civil gravemente ferida sucumbiu posteriormente aos ferimentos. Sete soldados estavam entre os feridos, sofrendo ferimentos leves. O Serviço de Bombeiros e Resgate de Israel resgatou duas pessoas de um prédio atingido em Tel Aviv, enquanto o Comando da Frente Interna das FDI resgatou outro civil de um prédio na cidade.

### 14 de junho
Por volta da 1h, o Irã lançou outra barragem composta por dezenas de mísseis, a maioria dos quais foi interceptada, de acordo com um porta-voz das FDI. Sete pessoas ficaram feridas no ataque, uma delas levemente. Dois socorristas da MDA ficaram levemente feridos por estilhaços de vidro após estilhaços atingirem sua unidade de terapia intensiva.

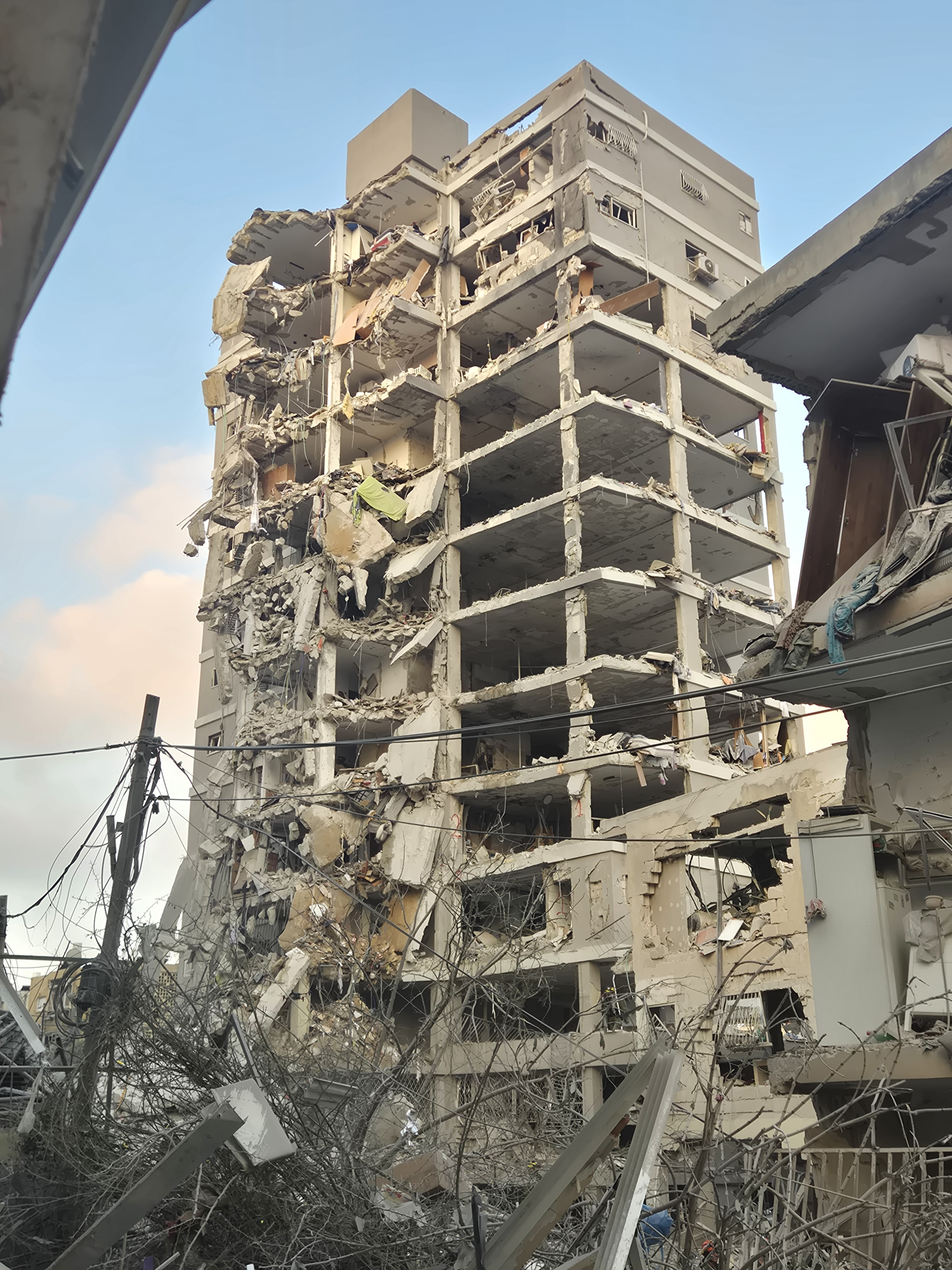
Consequências dos ataques iranianos em Bat Yam

O Irã lançou outros três bombardeios, o primeiro soando sirenes no norte de Israel e os dois segundos em todo o país. Durante os bombardeios posteriores, um prédio em Rishon LeZion foi atingido diretamente por um míssil, ferindo 19 pessoas, incluindo duas que morreram posteriormente. Um bebê de 3 meses, que ficou levemente ferido, foi resgatado dos escombros. As Forças de Defesa de Israel (IDF) anunciaram posteriormente que o Irã havia disparado 200 mísseis balísticos desde a noite de 13 de junho, com cerca de 25% deles atingindo áreas abertas. Afirmou que um "pequeno número" de mísseis escapou das defesas aéreas e atingiu áreas residenciais em Tel Aviv, Ramat Gan e Rishon LeZion, causando baixas.
Durante a noite, o Irã disparou outra saraivada de mísseis contra o norte de Israel, matando cinco pessoas e ferindo pelo menos outras 23. O Comando da Frente Interna emitiu alertas por telefone às 23h, e os cidadãos foram liberados para deixar seus abrigos às 23h45. Um míssil balístico atingiu uma casa de dois andares em Tamra, matando uma mulher e ferindo outras 14. Quatro membros de uma família, incluindo uma mulher e suas duas filhas, foram mortos em um ataque separado com mísseis. Um incêndio também ocorreu perto da refinaria de petróleo de Haifa.

### 15 de junho
Na manhã, o Irã e os houthis no Iêmen lançaram mísseis balísticos simultaneamente, o que levou a impactos em prédios em Bat Yam e Rehovot, um shopping em Kiryat Ekron e em Tel Aviv. O ataque em Bat Yam matou seis pessoas, incluindo três com idades entre 8, 10 e 18 anos, e deixou outras sete desaparecidas. Segundo a prefeita Tzvika Brot, 61 prédios foram danificados. Cerca de 200 pessoas ficaram feridas, segundo o MDA, várias delas gravemente.
O Instituto Weizmann de Ciência, um centro de pesquisa científica de pós-doutorado em Rehovot, foi atingido pelo Irã. Foi relatado que um prédio contendo laboratórios foi danificado. O Ministério da Defesa israelense relatou que o centro de Israel foi atacado por mísseis vindos do Iêmen, o que foi posteriormente confirmado pelos houthis, que afirmaram ter usado vários mísseis balísticos Palestine 2 em coordenação com os militares iranianos.

Detritos de mísseis iranianos também atingiram dois locais na Cisjordânia. Por volta das 11h20, um incêndio no telhado foi causado por um míssil da classe Shahab em al-Bireh, a poucos metros da casa de Mahmoud Abbas, presidente da Autoridade Palestina. Três crianças ficaram feridas por estilhaços de vidro após destroços de um míssil interceptado sobre o centro de Israel caírem perto de Sa'ir cerca de 90 minutos depois.

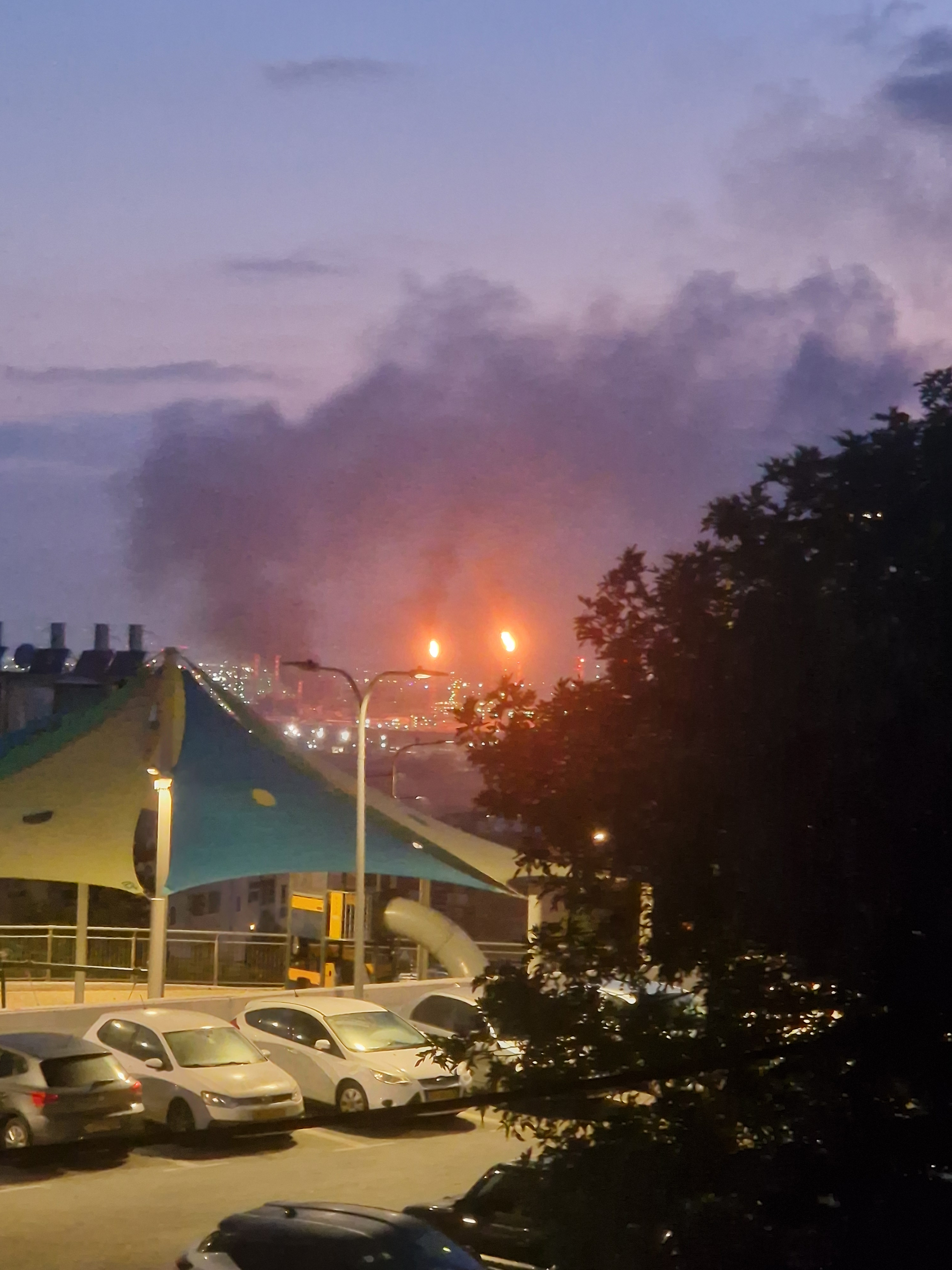
Ataque do Irã às refinarias de petróleo de Haifa na noite de 15 para 16 de junho de 2025

Mais tarde naquele dia, o Irã disparou uma barragem composta por vários mísseis balísticos contra Israel, mas não houve relatos de impactos ou vítimas.
À noite, o Irã disparou várias barragens de mísseis contra Israel, ferindo sete pessoas em Haifa e uma em Kiryat Gat, além de causar incêndios e danos materiais. Outras nove pessoas foram tratadas por ataques de pânico.

### 16 de junho
O Irã lançou outra barragem de mísseis contra Israel. Fragmentos de mísseis causaram danos à Embaixada dos EUA em Tel Aviv. Uma escola em Tel Aviv, bem como prédios residenciais em Bnei Brak, Haifa e Petah Tikva também foram danificados durante o ataque. Cinco civis foram mortos e mais de 90 ficaram feridos, incluindo um menino de 10 anos, no centro de Israel. Feridos também foram relatados em Haifa. Israel relatou que 287 pessoas foram hospitalizadas durante a noite. Um idoso foi encontrado morto sob os escombros em Bat Yam.
Um drone lançado em direção ao consulado dos EUA em Erbil, Iraque, foi interceptado. De acordo com a Agência de Notícias Fars, o Irã executou um iraniano suspeito de espionagem.

### 17 de junho

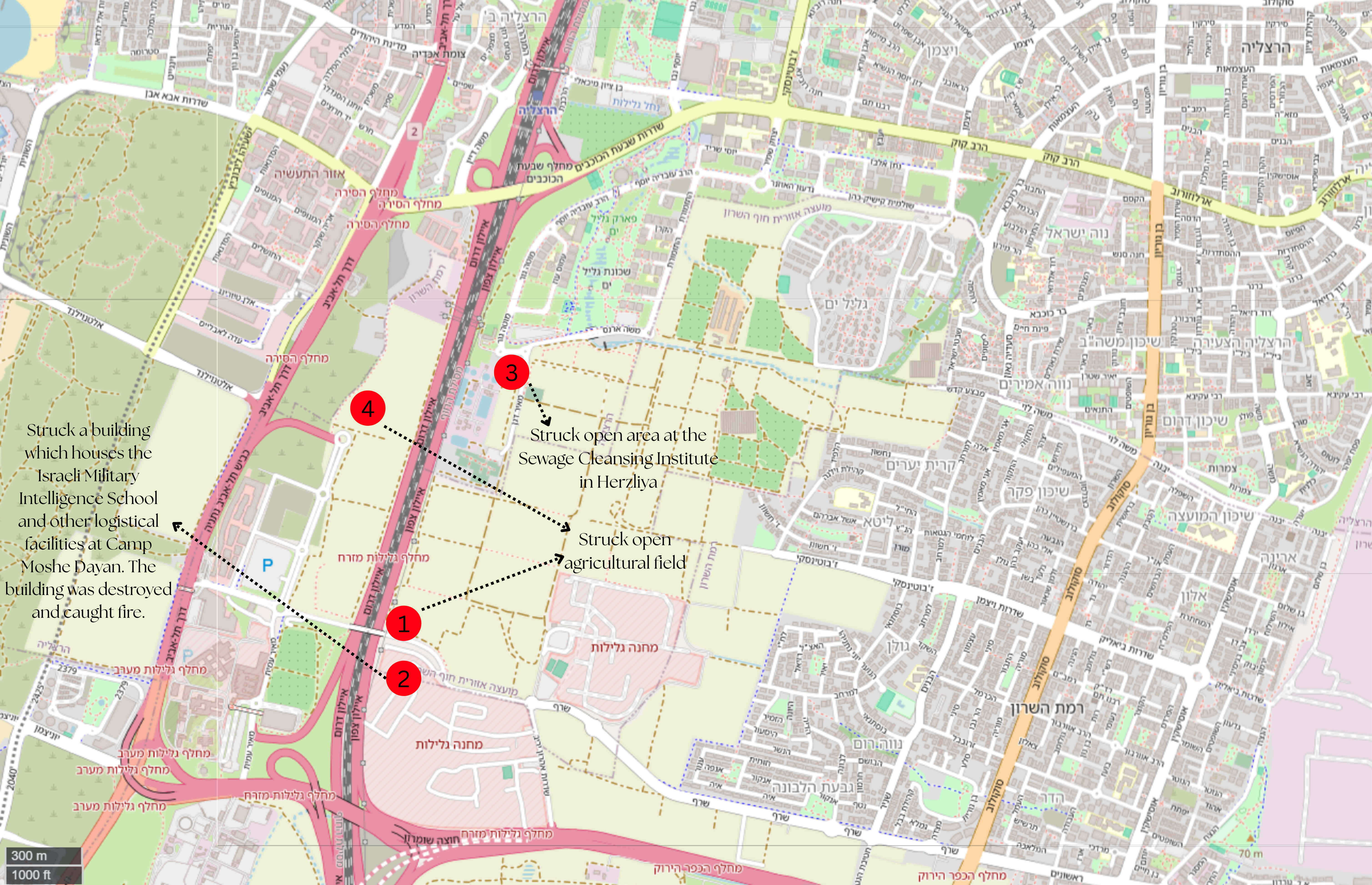
Bombardeio iraniano contra a Escola de Inteligência Militar de Israel

Pela manhã, o Irã lançou cerca de 20 mísseis contra Israel, ferindo levemente cinco pessoas. A CNN informou que os mísseis iranianos atingiram alvos em todo o território israelense, atingindo Tel Aviv e bairros residenciais em Bat Yam e Tamra. A Ynet informou que um míssil iraniano atingiu a cidade de Herzliya, danificando um prédio de oito andares e incendiando um ônibus vazio. Explosões foram ouvidas no distrito de Dan, em Tel Aviv, e em Jerusalém Ocidental. O Times of Israel relatou que Israel abateu 30 drones iranianos durante a noite entre 16 e 17 de junho. O IRGC alegou ter atingido um centro de inteligência militar e um centro de planejamento de operações do Mossad em Israel. Um ataque de míssil balístico iraniano em direção ao norte de Israel durante a noite foi interceptado com sucesso por Israel.
A IDF afirmou que 40% dos lançadores de mísseis balísticos do Irã foram destruídos. As IDF também disseram que acreditam que o Irã não é capaz de montar grandes salvas de mísseis contra Israel porque não consegue coordenar grandes ataques devido à caça de lançadores de mísseis pelas IDF. O Instituto para o Estudo da Guerra nos EUA, observando que os cinco ataques matinais tiveram menos fogo do que as salvas anteriores, postulou uma degradação das forças de mísseis do Irã.

### 18 de junho
Israel abateu três drones iranianos durante a noite entre 17 e 18 de junho.
Até esta data, as Forças de Defesa de Israel estimaram que o Irã havia lançado 400 mísseis e 1 000 drones contra Israel desde o início do conflito. Acrescentou que apenas 20 mísseis atingiram áreas urbanas, causando muito menos baixas do que Israel previa. Dos drones, menos de 200 entraram no espaço aéreo israelense, mas nenhum atingiu qualquer alvo.
O Irã disparou um único míssil balístico contra Israel à noite, disparando sirenes em Tel Aviv e arredores. De acordo com a Guarda Revolucionária Islâmica (IRGC), o míssil de longo alcance Sejjil foi usado no ataque. Um homem ficou levemente ferido quando um fragmento caiu sobre seu carro após a interceptação do míssil. Segundo o Washington Post, sem reabastecimento ou maior envolvimento dos Estados Unidos, algumas avaliações projetam que Israel pode manter sua defesa antimísseis por mais 10 ou 12 dias se o Irã mantiver um ritmo constante de ataques; em contraste, uma avaliação do IISS observa que a profundidade dos estoques restantes de interceptadores israelenses é desconhecida, mas seu arsenal é reforçado pelo apoio da defesa antimísseis dos EUA. O tamanho das salvas iranianas tem diminuído consistentemente em número de mísseis balísticos desde o início da guerra.

### 19 de junho
O Irã disparou uma salva de mísseis balísticos contra Israel por volta da meia-noite, entre 18 e 19 de junho. A salva foi interceptada pelas Forças de Defesa de Israel (IDF). Israel abateu dois drones iranianos que se dirigiam ao norte de Israel.
No início da manhã, o Irã disparou uma barragem de cerca de 20 mísseis balísticos contra Israel, atingindo pelo menos quatro locais no centro e sul de Israel, incluindo o Centro Médico Soroka em Bersheba, Tel Aviv, Ramat Gan e Holon. De acordo com o Ministério da Saúde de Israel, 271 pessoas ficaram feridas nos ataques — entre elas, quatro gravemente e 16 moderadamente. Um porta-voz do hospital relatou "danos ao hospital e danos extensos em várias áreas". Uma bomba de fragmentação também foi usada no ataque, com uma de suas munições atingindo uma casa em Azor.
O Centro Médico Soroka foi atingido diretamente, causando danos extensos e um suposto vazamento químico. Setenta e uma pessoas ficaram levemente feridas no local, juntamente com outra pessoa tratada por ansiedade aguda. A IRNA alegou que o hospital foi atingido acidentalmente, sendo o parque tecnológico Gav-Yam o "alvo principal" por ser supostamente usado pelas Forças de Defesa de Israel (IDF). O presidente israelense disse que o ataque ao hospital foi um "farol de coexistência para israelenses e palestinos". Em Ramat Gan, duas pessoas ficaram gravemente feridas e outras 20 ficaram levemente feridas. Um míssil atingiu vários prédios altos e, de acordo com o ministro da educação israelense, um jardim de infância também foi atingido. Vários prédios de apartamentos foram danificados depois que um míssil atingiu uma área residencial em Holon, onde 16 pessoas ficaram feridas, incluindo quatro gravemente. Após o ataque ao hospital, o ministro das Relações Exteriores israelense, Gideon Sa'ar, disse: "O regime iraniano alveja civis deliberadamente... está cometendo crimes de guerra" e "não tem linhas vermelhas". Após os ataques, o líder da oposição israelense Avigdor Lieberman disse: "Imagine o que o Irã faria com armas nucleares" e instou Israel a continuar lutando contra o Irã. O ministro da Defesa israelense, Israel Katz, chamou o líder iraniano Ali Khamenei de "o Hitler moderno", acrescentando que ele "não pode continuar a existir" e afirmando que eliminar Khamenei está alinhado com os objetivos de guerra das FDI.
Posteriormente, o Irã disparou pelo menos dez mísseis contra o norte de Israel, sem relatos de impactos ou baixas.

### 20 de junho

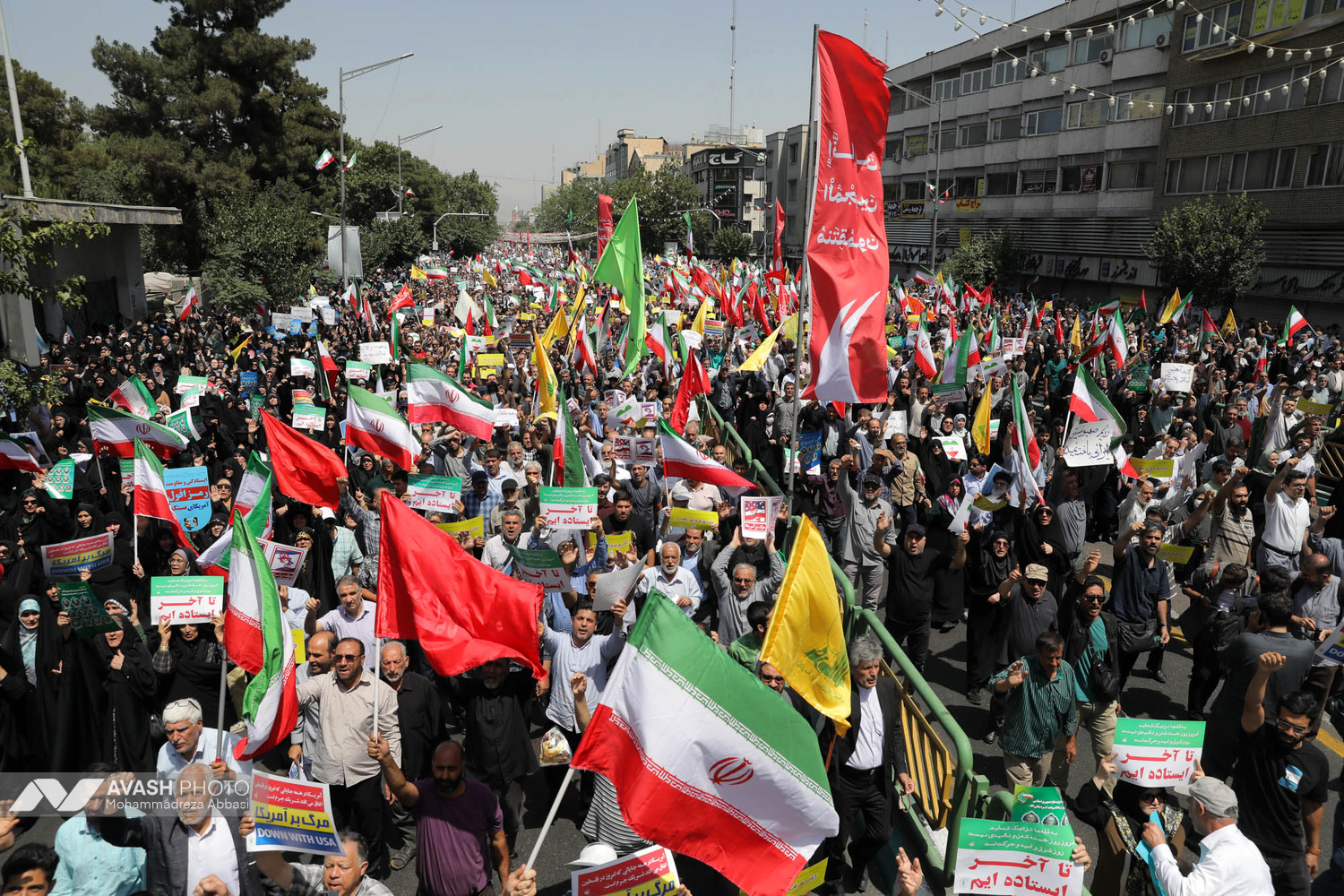
Protesto em Teerã contra os bombardeios israelenses no Irã, em 20 de junho de 2025

Após outro bombardeio de mísseis iranianos em direção a Israel, mísseis atingiram Bersheba. Um míssil atingiu uma rua cercada por blocos de apartamentos que foram danificados, causando incêndios perto do escritório da Microsoft no parque de tecnologias avançadas Gav-Yam Negev e outras instalações de alta tecnologia. A estação ferroviária central foi temporariamente fechada devido aos danos sofridos pelo ataque. Sete civis ficaram levemente feridos no ataque.
Posteriormente, o Irã disparou 25 mísseis contra Israel, com alguns atingindo áreas em Haifa, no centro de Israel e no sul de Israel. Após os ataques, a companhia de navegação Maersk anunciou que suspenderia as escalas de navios no porto. Em Haifa, três pessoas, incluindo um garoto de 16 anos, ficaram gravemente feridas por estilhaços, enquanto outras 20 ficaram levemente feridas. Uma mulher morreu de ataque cardíaco enquanto se abrigava em Karmiel. Vários pequenos impactos de munição foram relatados em Bersheba, incluindo um que atingiu uma creche, indicando o uso de uma bomba de fragmentação. Houve relatos de explosões em Tel Aviv e pelo menos um ataque de míssil em Jerusalém. Em Haifa, a Mesquita de Al-Jarina foi atingida enquanto clérigos muçulmanos se reuniam em seu interior.
De acordo com o secretário de gabinete israelense, Yossi Fox, as Forças de Defesa de Israel (IDF) avaliam que o Irã já disparou 520 mísseis balísticos contra Israel, com apenas 25 tendo atingido o solo (embora não necessariamente atingindo os alvos pretendidos), o que equivale a uma taxa de impacto de aproximadamente 5%.

### 21 de junho
Incêndios irromperam em Tel Aviv e na cidade vizinha de Holon depois que o Irã lançou uma nova onda de mísseis e atingiu um prédio residencial em Beit Shean, sem feridos. As forças israelenses alegaram ter interceptado 40 drones iranianos durante a noite e acrescentaram que 470 drones foram abatidos desde o início da guerra, uma taxa de interceptação de 99%. Um Shahed-136 iraniano conseguiu atingir uma casa em Beit Shean, causando danos, enquanto outro atingiu uma área aberta perto da Rodovia 90 na região de Arabah.

### 22 de junho
Após um maciço ataque aéreo israelense, o Irã retaliou lançando 27 mísseis contra Israel, atingindo 11 locais, desde as Colinas de Golã até áreas costeiras do norte e centro, causando "danos extensos" em Tel Aviv e Haifa. Oitenta e seis pessoas ficaram feridas, incluindo feridos leves em Tel Aviv e Ness Ziona, além de um homem gravemente ferido perto de Be'er Ya'akov. Um míssil iraniano não detectado atingiu uma praça pública em Haifa, ferindo três pessoas. Enquanto isso, a mídia iraniana afirmou ter abatido um drone israelense Hermes 900 e executado um suposto espião israelense. Os ataques marcaram uma escalada significativa no conflito entre os dois países.

### 23 de junho
Notícias relataram que o Irã lançou o que descreveu como "ataques de mísseis devastadores e poderosos" contra bases militares dos Estados Unidos no Catar, como retaliação ao bombardeio americano contra as instalações nucleares iranianas. Pelo menos seis mísseis atingiram a base aérea americana Al Udeid, no Catar, com explosões relatadas em Doha, em uma operação chamada "Anúncio da Vitória". Autoridades do Catar afirmaram que os mísseis foram interceptados e nenhuma baixa foi reportada. Houve também relatos de ataques a bases americanas no Iraque, mas um oficial negou.
O Irã lançou 15 mísseis em direção a Israel, com estilhaços de interceptadores israelenses caindo em várias cidades. Explosões foram ouvidas em Jerusalém, fazendo com que sirenes soassem por 30 minutos. A IDF disse que o ataque consistiu em cinco barragens separadas, cada uma feita de vários projéteis. Também disse que a maioria dos mísseis foi abatida pelas defesas aéreas. A Israel Electric Corporation disse que interrupções no fornecimento de energia foram causadas no sul de Israel depois que um míssil atingiu perto de uma "instalação de infraestrutura estratégica". A mídia iraniana relatou que o ataque com foguetes foi organizado pelo IRGC e impactos foram relatados em cinco locais, incluindo Safed, Tel Aviv, Ashkelon, Ashdod e Beisan, enquanto a mídia israelense relatou quatro explosões, incluindo uma em Ashdod e Tel Lachish, ao sul de Jerusalém Ocidental, no entanto, a quantidade total de impactos não estava clara devido à censura militar israelense. A mídia israelense relatou sirenes aéreas em comunidades israelenses, incluindo Nahariya, Gesher Haziv, Hila, Me'ona e Mi'ilya.

### Partes envolvidas
A Axios noticiou em 13 de junho, citando um alto funcionário americano, que os Estados Unidos estão ajudando Israel a interceptar mísseis iranianos. A Reuters noticiou que o Irã alertou os EUA, o Reino Unido e a França de que, se ajudarem a interromper os ataques de Teerã contra Israel, suas bases e navios na região serão alvos. De acordo com duas autoridades israelenses, Israel solicitou ao governo Trump que se junte à guerra com o Irã para destruir seu programa nuclear.

### Vítimas
Em 14 de junho, o Canal 12 noticiou, citando Magen David Adom, que 63 pessoas ficaram feridas no ataque com mísseis balísticos iranianos – uma em estado crítico, outra em estado grave e oito com ferimentos moderados, enquanto as demais sofreram ferimentos leves. Uma fatalidade foi confirmada. Em Tel Aviv, equipes de resgate retiraram duas pessoas vivas de um prédio que desabou. Mais tarde, naquele mesmo dia, o Walla News noticiou a morte de três israelenses e 172 feridos. Três civis jordanianos ficaram feridos.
Em 15 de junho, foi relatado que seis civis foram mortos, cerca de 200 ficaram feridos e quatro continuam desaparecidos após um ataque com míssil no centro de Bat Yam.
Um moderno edifício residencial no centro de Tel Aviv sofreu danos graves. Incêndios ocorreram em vários apartamentos e fumaça foi vista subindo da estrutura. Um edifício adjacente sofreu grandes danos externos, incluindo janelas estilhaçadas e metal retorcido pendurado na fachada. Em Ramat Gan, vários carros foram encontrados queimados e três casas visivelmente danificadas. Em Tel Aviv, o complexo do Ministério da Defesa israelense foi danificado devido ao impacto de um míssil iraniano.

### Consequências
Os ataques agravaram significativamente as tensões regionais, levantando preocupações sobre a possibilidade de a situação sair do controle. A Agência Internacional de Energia Atômica (AIEA) expressou profunda preocupação com a estabilidade regional e o possível impacto nas instalações nucleares da região, acrescentando assim uma dimensão grave à crise. Israel declarou estado de alerta máximo, com as Forças de Defesa de Israel instando os civis a permanecerem em abrigos, prevendo novos ataques. Reuniões públicas foram proibidas, escolas foram fechadas e voos no principal aeroporto de Israel foram cancelados como medidas de precaução. Em resposta, o Irã anunciou o fechamento de seu espaço aéreo até as 14h, horário local, no sábado, e ativou seus sistemas de defesa aérea em Teerã para interceptar quaisquer novos ataques israelenses em potencial. 
O Irã ameaçou atacar bases e embarcações americanas, britânicas e francesas na região se elas ajudarem Israel a conter seus ataques.
Os preços globais do petróleo subiram mais de 10%, atingindo os níveis mais altos desde janeiro, refletindo os temores do mercado quanto à interrupção do fornecimento de petróleo da região — especialmente através do estratégico Estreito de Ormuz, uma rota vital para o trânsito de energia. As bolsas de valores dos EUA fecharam em baixa, com o Dow Jones Industrial Average recuando 1,79% e o S&P 500, 0,69%. Como em tempos de incerteza, ativos considerados portos seguros, como o ouro e o franco suíço, valorizaram-se. A mídia israelense noticiou que os ataques aéreos israelenses ao Irã custaram ao governo aproximadamente US$ 1,5 bilhão, aumentando a pressão financeira sobre o orçamento de defesa de Israel.
As negociações nucleares entre o Irã e os Estados Unidos foram paralisadas. O Irã anunciou a suspensão por tempo indeterminado das negociações indiretas com os EUA, cuja sexta rodada estava agendada para Omã. Em retaliação aos ataques, o Irã poderá reduzir a cooperação com as inspeções da Agência Internacional de Energia Atômica (AIE). Os governos europeus enfrentam desafios políticos para reimpor as sanções das Nações Unidas ao Irã antes do término do mecanismo de recuperação em outubro, complicando os esforços internacionais para conter o programa nuclear iraniano.

## Ataque estadunidense contra o Irã

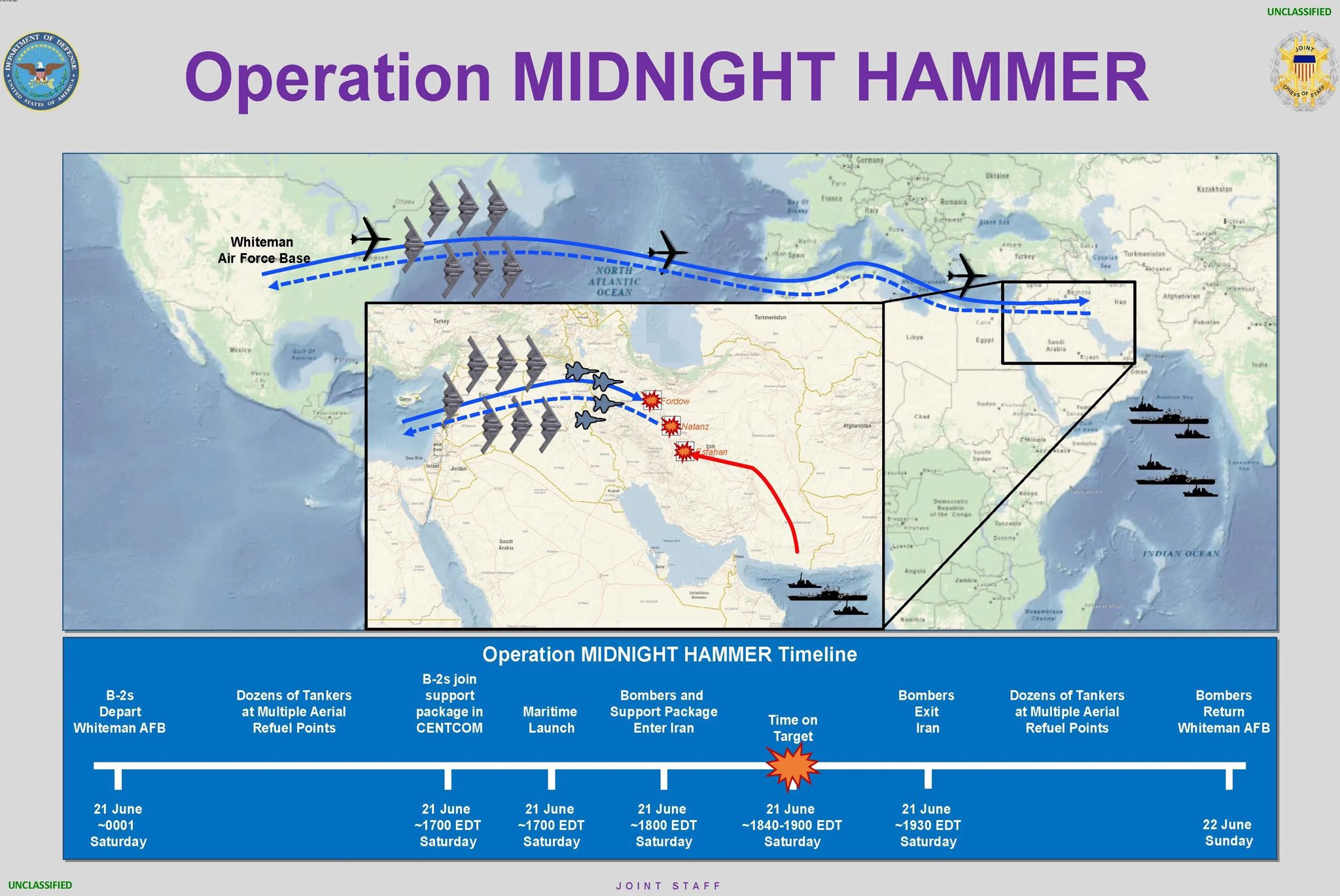
Cronologia dos ataques dos EUA a locais iranianos

Em 22 de junho de 2025, o presidente dos Estados Unidos, Donald Trump, anunciou que a Força Aérea dos Estados Unidos realizou ataques a vários locais nucleares no Irã, incluindo a Usina de Enriquecimento de Combustível de Fordo, a Instalação Nuclear de Natanz e o Centro de Tecnologia/Pesquisa Nuclear de Isfahan. A ofensiva (chamada de "Operação Martelo da Meia-noite", ou "Operation Midnight Hammer") empregou mais de uma dúzia de bombas GBU-57A/B MOP de 14 000 quilos, lançadas por bombardeiros furtivos Northrop B-2 Spirit, além de mísseis Tomahawks disparados a partir de submarinos. Essas instalações nucleares estão entre os principais centros de enriquecimento de urânio do país. A guerra entre Irã e Israel resultou em intensos combates entre os dois países.

## Fase de cessar-fogo

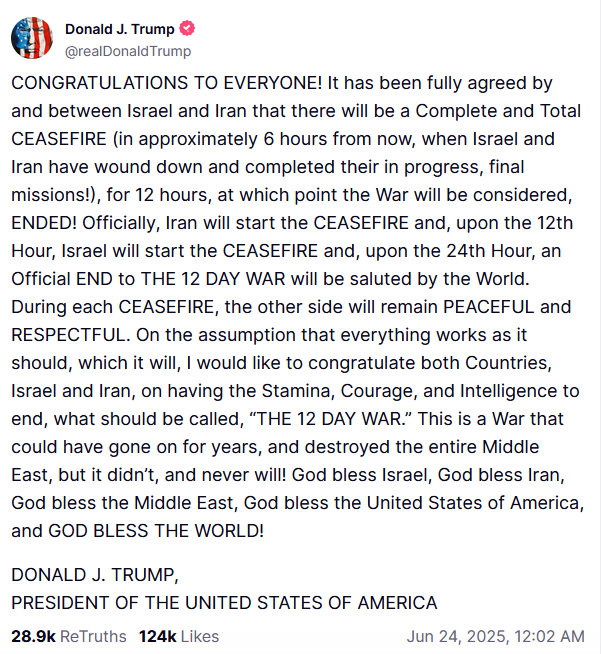
Postagem de Trump sobre o cessar-fogo no Truth Social (em inglês)

Às 18h02 EDT de 23 de junho, Trump declarou que um acordo de cessar-fogo entre Israel e o Irã seria totalmente executado até 25 de junho, rotulando o conflito como a " Guerra dos 12 Dias ". O Ministro das Relações Exteriores do Irã, Abbas Araghchi , contestou esta declaração, dizendo que nenhuma proposta de cessar-fogo havia sido acordada, mas afirmou que o Irã cessaria sua ação militar se Israel também cessasse as hostilidades "no máximo às 4h, horário de Teerã". Às 6h45, horário de Teerã, as defesas aéreas iranianas responderam aos ataques israelenses contínuos na capital, com o Irã disparando outra salva de mísseis em Beer Sheva às 7h07. Às 1h08 EDT (8h08 em Tel Aviv, 8h38 em Teerã), Trump afirmou nas redes sociais que um cessar-fogo havia sido acordado e implorou a todos os lados que não o violassem. 
Apesar do seu início voláteil e de violações iniciais tanto pelo Irã como por Israel, o cessar-fogo mantém-se até 25 de junho, em parte devido à contínua intervenção directa de Trump junto de Netanyahu. Não houve ataques de nenhum dos lados desde 24 de Junho.

### 24 de junho
As IDF declararam que mataram centenas de agentes Basij durante a noite e um cientista nuclear antes do cessar-fogo anunciado. Ali Bagheri também afirmou que nove pessoas foram mortas em ataques aéreos israelenses contra prédios residenciais na província de Gilan durante a noite. Israel, após concordar com um cessar-fogo com o Irã, retomou seus ataques, confirmou que atingiu um sistema de radar perto de Teerã em retaliação, e acusou o Irã de violar o acordo de paz ao disparar dois mísseis contra cidades israelenses. As defesas aéreas iranianas responderam aos ataques israelenses contínuos na capital, com o Irã disparando outra salva de mísseis contra Beer Sheva.
No início da manhã, o Irã lançou um total de cerca de 20 mísseis contra Israel, visando o norte, o sul e o centro do país. Quatro pessoas foram mortas em Bersheba e outras 22 ficaram feridas, enquanto vários edifícios foram danificados. As IDF também declararam que interceptaram dois VANTs aparentemente lançados do Irã na mesma época que os mísseis. A mídia estatal iraquiana relatou ataques de drones na base militar iraquiana de Taji, no Complexo da Base Vitória dos EUA, na Base Aérea Imam Ali e na Base Aérea de Balad. Sabah al-Numan, o porta-voz militar do primeiro-ministro iraquiano, admitiu que vários drones kamikaze atacaram locais militares iraquianos, danificando gravemente os sistemas de radar no Campo Taji e na Base Aérea Imam Ali.
Mais tarde naquela manhã, autoridades israelenses afirmaram que outra onda de mísseis foi lançada do Irã após a entrada em vigor do cessar-fogo, com as IDF afirmando que dois mísseis disparados pelo Irã às 10h30 no norte de Israel foram interceptados. O Irã inicialmente negou o ataque, mas depois declarou que Israel conduziu ataques até as 9h, horário local.
A mídia iraniana relatou sons de explosões em Teerã, afirmando que a cidade de Babolsar, no norte, estava sob ataque, e houve relatos de que a rádio militar israelense confirmou um ataque contra uma instalação de radar perto de Teerã. O gabinete de Netanyahu também divulgou uma declaração na qual confirmou a destruição de uma instalação de radar perto de Teerã.

### 25 de junho
Apesar das violações iniciais tanto pelo Irã como por Israel, o cessar-fogo manteve-se até 25 de Junho. As IDF declararam que interceptaram um VANT aparentemente lançado pelos Houthis.
As emissoras estatais iranianas anunciaram que três supostos agentes do Mossad foram executados em Urmia. Os três homens curdos, Idris Ali, Azad Shojai e Rasoul Ahmad Rasoul, foram acusados de contrabandear equipamento que foi usado por Israel para assassinar um funcionário não identificado.